# 마음작용 (현양성교론)
이 문서는 대승불교의 유식유가행파의 주요 논서인 무착의 《현양성교론》에서 설명하고 있는 마음작용 즉 심소법(心所法)에 대해 다룬다. 마음작용에 대한 전체적 · 일반적 내용은 '마음작용 문서'에서 다루고 있다. 《현양성교론》에서는 마음작용의 명칭으로 심소법(心所法)이라는 명칭 대신에 마음작용의 다른 여러 명칭들 중 하나인 심소유법(心所有法)이라는 명칭을 사용하고 있다.
부파불교의 설일체유부(說一切有部), 근본설일체유부(根本說一切有部) 혹은 화지부(化地部)에 출가하였다가 후에 대승불교로 전향한 후,
미륵과 함께 인도불교의 유식학의 총 3기 가운데 제1기의 논사로서 유식학의 성립에 결정적인 역할을 한 무착(無着, Asaṅga: 300?~390?)은 자신의 저서 《현양성교론》에서 마음작용[心所有法]이란 아뢰야식의 종자로부터 생겨난 법으로서, 마음(8식, 즉 심왕, 즉 심법)에 의지하여 일어나서 마음과 더불어 함께 전전[俱轉]하는, 마음과 상응(相應)하는 모든 법을 통칭하는 것이라고 정의하고 있다.
무착은 《현양성교론》에서 마음작용에 속한 법들로 작의(作意) · 촉(觸)에서 심(尋) · 사(伺)에 이르기까지 총 51가지 법을 들고 있으며, 이들 51가지 법들을 변행심소(遍行心所: 5가지) · 별경심소(別境心所: 5가지) · 선심소(善心所: 11가지) · 번뇌심소(煩惱心所: 6가지) · 수번뇌심소(隨煩惱心所: 20가지) · 부정심소(不定心所: 4가지)로 나누고 있다.

## 정의
《현양성교론》에서는 마음작용[心所有法, 心所法]을 아래 인용문에 나타난 바와 같이 정의하고 있다. 이에 따르면, 마음작용(심소법)은  부파불교의 설일체유부의 《아비달마품류족론》 등이나 유식유가행파의 다른 논서인 《대승오온론》 등에서와 같이 '마음과 상응(相應)하는 모든 법'으로 정의되고 있다.
하지만, 부파불교의 설일체유부에서 주장하는 바와 같이 "마음작용이 비록 마음(6식, 즉 심왕, 즉 심법)과 상응하여 함께 전전하기는 하지만 근본적으로 마음(6식, 즉 심왕, 즉 심법)과는 완전히 별개로서 별도로 실재하는 법인" 것은 아니며, "마음작용은  아뢰야식의 종자로부터 생겨난 법으로서 마음(8식, 즉 심왕, 즉 심법)에 의지하여 일어나서 마음과 더불어 함께 전전[俱轉]한다는 성질을 지니고 있다"는 대승불교의 교의를 명백히 진술하고 있다.
그리고 변행심소(遍行心所)로 분류되는 5가지, 별경심소(別境心所)로 분류되는 5가지, 선심소(善心所)로 분류되는 11가지, 번뇌심소(煩惱心所) 즉 근본번뇌(根本煩惱)로 분류되는 6가지, 수번뇌심소(隨煩惱心所)로 분류되는 20가지, 부정심소(不定心所)로 분류되는 4가지의 총 51가지 법이 마음작용에 속한다고 말하고 있다.
心所有法者。謂若法從阿賴耶識種子所生。依心所起與心俱轉相應。彼復云何謂遍行有五。一作意二觸三受四想五思。別境有五。一欲二勝解三念四等持五慧。善有十一。一信二慚三愧四無貪五無瞋六無癡七精進八輕安九不放逸十捨十一不害。煩惱有六。一貪二瞋三慢四無明五見六疑。隨煩惱有二十。一忿二恨三覆四惱五嫉六慳七誑八諂九憍十害十一無慚十二無愧十三惛沈十四掉舉十五不信十六懈怠十七放逸十八失念十九心亂二十不正。知不定有四。一惡作二睡眠三尋四伺。— 《현양성교론》, 제1권. p. 480c29-481a12. 한문본

심소유법(心所有法)은 어떤 법이 아뢰야식의 종자로부터 생겨난 것이고, 심왕(心王)에 의지하여 일어난 것으로서 심왕과 더불어 함께 전전하여 상응함을 말한다.

그것은 또한 어떠한가? 변행심소(遍行心所)는 다섯 가지가 있으니, 첫째는 작의(作意)이고,58) 둘째는 촉(觸)이며, 셋째는 수(受)이고, 넷째는 상(想)이며, 다섯째는 사(思)이다.

별경심소(別境心所)는 다섯 가지가 있으니, 첫째는 욕(欲)이고, 둘째는 승해(勝解)이며, 셋째는 염(念)이고, 넷째는 등지(等持)이며, 다섯째는 혜(慧)이다.

선심소(善心所)는 열한 가지가 있으니, 첫째는 신(信)이고, 둘째는 참(慙)이며, 셋째는 괴(愧)이고, 넷째는 무탐(無貪)이며, 다섯째는 무진(無瞋)이고, 여섯째는 무치(無癡)이며, 일곱째는 정진(精進)이고, 여덟째는 경안(輕安)이며, 아홉째는 불방일(不放逸)이고, 열째는 사(捨)이며, 열 한째는 불해(不害)이다.

번뇌심소는 여섯 가지가 있으니, 첫째는 탐(貪)이고, 둘째는 진(瞋)이며, 셋째는 만(慢)이고, 넷째는 무명(無明)이며, 다섯째는 견(見)이고, 여섯째는 의(疑)이다.

수번뇌심소(隨煩惱心所)는 스무 가지가 있으니, 첫째는 분(忿)이고, 둘째는 한(恨)이며, 셋째는 부(覆)이고, 넷째는 뇌(惱)이며, 다섯째는 질(嫉)이고, 여섯째는 간(慳)이며, 일곱째는 광(誑)이고, 여덟째는 첨(諂)이며, 아홉째는 교(憍)이고, 열째는 해(害)이다. 열 한째는 무참(無慙)이고, 열두째는 무괴(無愧)이며, 열셋째는 혼침(惛沈)이고, 열넷째는 도거(掉擧)이며, 열다섯째는 불신(不信)이고, 열여섯째는 해태(懈怠)이며, 열일곱째는 방일(放逸)이고, 열여덟째는 실념(失念)이며, 열아홉째는 심란(心亂)이고, 스무째는 부정지(不正知)이다.

부정심소(不定心所)는 네 가지가 있으니, 첫째는 오작(惡作)이고, 둘째는 수면(睡眠)이며, 셋째는 심(尋)이고, 넷째는 사(伺)이다.— 《현양성교론》, 제1권. 10-12쪽. 한글본

## 분류
《현양성교론》에서는 마음작용에 속한 총 51가지 법들을 다음과 같이 6종으로 분류하고 있다.
명칭과 나열 순서는 《현양성교론》에 따른 것으로, 마음작용은 그 순서와 명칭에 있어 논서들마다 아주 약간 차이가 있기도 한다. 예를 들어 세친의 《대승오온론》에서는 변행심소의 경우 촉(觸)이 작의(作意) 보다 먼저 나열되고 있다. 그리고  별경심소에 속한 마음작용인 등지(等持)는 《대승오온론》에서는 별경심소의 삼마지(三摩地)라는 명칭으로 나타나 있다. 아래 목록에서는 《대승오온론》과 비교하여 순서에서 차이가 있는 마음작용들을 갈색으로, 명칭에서 차이가 있는 마음작용들을 빨강으로 표시하였다.
한편, 부정심소(不定心所)는 《대승오온론》에서는 불결정심소(不決定心所)라고 칭하고 있는데 부정심소가 널리 쓰이는 명칭이다.
1. 변행심소(遍行心所: 5가지): 작의(作意) · 촉(觸) · 수(受) · 상(想) · 사(思)
2. 별경심소(別境心所: 5가지): 욕(欲) · 승해(勝解) · 염(念) · 등지(等持) · 혜(慧)
3. 선심소(善心所: 11가지): 신(信) · 참(慚) · 괴(愧) · 무탐(無貪) · 무진(無瞋) · 무치(無癡) · 정진(精進) · 경안(輕安) · 불방일(不放逸) · 사(捨) · 불해(不害)
4. 번뇌심소(煩惱心所: 6가지): 탐(貪) · 진(瞋) · 만(慢) · 무명(無明) · 견(見) · 의(疑)
5. 수번뇌심소(隨煩惱心所: 20가지): 분(忿) · 한(恨) · 부(覆) · 뇌(惱) · 질(嫉) · 간(慳) · 광(誑) · 첨(諂) · 교(憍) · 해(害) · 무참(無慚) · 무괴(無愧) · 혼침(惛沈) · 도거(掉舉) · 불신(不信) · 해태(懈怠) · 방일(放逸) · 실념(失念) · 심란(心亂) · 부정지(不正知)
6. 부정심소(不定心所: 4가지): 오작(惡作) · 수면(睡眠) · 심(尋) · 사(伺)

## 개별 법의 설명 (51가지)
아래 목록은 《현양성교론》에 나타난 순서대로 나열되어 있으며, 해당 정의와 설명도 이 논서에 따른 것이다.
《현양성교론》에서는 심소법 그룹에 속한 51가지 마음작용들 중 순서상 제일 첫 번째인 작의(作意)에 대해 설명하면서,
작의는 아뢰야식의 종자로부터 생겨난[生] 법으로서, 마음(8식, 즉 심왕, 즉 심법)에 의지하여 일어나서[起] 마음과 더불어 함께 전전[俱轉]하는, 마음과 상응(相應)하는 법이라고 말하고 있다. 즉, 작의가 마음작용의 정의에 일치하는 법, 하나의 마음작용이라고 먼저 밝히고 있다. 이와 같이 심소법 그룹에서 순서상 제일 첫 번째 법인 작의에 대해 그것이 마음작용이라는 것을 밝힘으로써 심소법 그룹에 속한 다른 법들도 작의와 마찬가지로 마음작용의 정의에 부합하는 법이라는 것을 무착은 작의를 들어서 말하고 있다.
그런 후 작의의 체(體)와 업(業), 즉 본질적 성질과 본질적 작용을 밝힘으로써 작의라는 개별 법에 대해 정의하고 있다, 즉, '작의는 ~이다'라는 형태로 서술하는 것이 아니라 '작의는 ~을 본질적 성질로 하고, ~을 본질적 작용으로 한다'라는 형태로 서술함으로써 작의를 정의하고 있다. 이것은 '작의는 ~을 본질적 성질로 하고 ~을 본질적 작용으로 하는 마음작용이다'라는 서술과 형식만 다를 뿐 그 내용은 동일하다. 《현양성교론》의 이와 같은 서술법에 따라 이 문서에서는 각각의 마음작용을 정의함에 있어 그것의 본질적 성질과 본질적 작용을 밝히는 것으로써 '작의는 ~을 본질적 성질로 하고 ~을 본질적 작용으로 하는 마음작용이다'라는 형태의 서술을 대신한다.
이와 같이 작의의 본질적 성질과 본질적 작용을 밝힘으로써 작의를 정의한 후, 무착은 다시 작의를 들어 마음작용 일반에 대해 아래 인용문에서와 같이 설명하고 있다. 이 인용문에서 요별(了別)은 마음(8식, 즉 심왕, 즉 심법), 그 중에서 특히 전6식(前六識)의 본질적 성질로, 따라서 마음을 가리킨다. 참고로, '한글대장경 검색시스템 - 전자불전연구소 / 동국역경원'의 한글 번역에서는 요별(了別)을 분별(分別)이라고 번역하고 있다. 아래 인용문의 한글 번역은 동국역경원의 번역을 바탕으로 편집자가 재번역한 것이다.
由此與心同緣一境。故說和合非不和合。

如經中說。若於此作意即於此了別若於此了別即於此作意。是故此二恒和合非不和合。此二法不可施設離別殊異。

復如是說。心心法行不可思議。

又說由彼所生作意正起如是所生眼等識生。— 《현양성교론》, 제1권. 한문본

이것(작의)은 마음과 더불어 동일한 대상[一境]을 같이 반연[緣]하기 때문에, 화합(和合)이라고 말하며 불화합(不和合)이 아니다.

경전에서 "만약 이것(즉, 어떤 대상)에 대해서 작의하면 곧 이것에 대해서 요별하며, 만약 이것에 대해서 요별하면 곧 이것에 대해서 작의한다. 그러므로 이 두 법은 항상 화합하며, 불화합하지 않는다. 이 두 법은 서로 분리[離別]된 다른[殊異] 것이라고 시설(施設)할 수는 없다"고 말한 바와 같다.

또한 경전에서는 "마음과 마음작용의 운행[行]은 불가사의(不可思議)하다, 즉 생각으로 헤아릴 수 없다"라고 말하고 있다.

또한 "그것(즉 마음, 즉 아뢰야식의 종자)으로부터 생겨난 [법인] 작의가 바로 일어나고[起], 마찬가지로 그것(즉 마음, 즉 아뢰야식의 종자)으로부터 생겨난 [법인] 안식(眼識) 등이 생겨난다[生]"고 [즉, 대상을 만날 때 마음작용과 마음(8식)이 모두 아뢰야식의 종자로부터 불가사의하게 일어나거나 생겨난다고] 경전에서는 말하고 있다.— 《현양성교론》, 제1권. 한글본

또한, 무착은 51가지 마음작용들 중 순서상 제일 마지막의 것인 사(伺)에 대해 설명하면서, 작의(作意)에서 언급한 '마음작용에 공통된 사항'을 다시 반복함으로써 위의 사항을 명확히 하고 있다. 그리고, 나머지 마음작용들에 대한 설명에서 반복을 피하기 위해 생략된 내용은 해당 마음작용들에 대해 살펴볼 때 당연히 그 내용을 포함시켜 이해하여야 할 것이라고 말하고 있다.
 伺者。謂從阿賴耶識種子所生依心所起與心俱轉相應

...

由此與心同緣一境故。說和合非不和合。

如薄伽梵說。若於此伺察即於此了別。若於此了別即於此伺察。是故此二恒和合非不和合。此之二法不可施設離別殊異。

復如是說。心心法行不可思議。

...

諸心法中略不說者如其所應。廣說應知。如識與心法不可思議。是諸心法展轉相望應知亦爾。

 
사(伺)는 아뢰야식의 종자로부터 생겨난[生] 법으로서, 마음(8식, 즉 심왕, 즉 심법)에 의지하여 일어나서[起] 마음과 더불어 함께 전전[俱轉]하는, 마음과 상응(相應)하는 법이다.

...

이것(사)은 마음과 더불어 동일한 대상[一境]을 같이 반연[緣]하기 때문에, 화합(和合)이라고 말하며 불화합(不和合)이 아니다.

박가범께서 "만일 이것(즉, 어떤 대상)에 대해서 사(伺)하면 곧 이것에 대해서 요별하며, 만약 이것에 대해서 요별하면 곧 이것에 대해서 사(伺)한다. 그러므로 이 두 법은 항상 화합하며, 불화합하지 않는다. 이 두 법은 서로 분리[離別]된 다른[殊異] 것이라고 시설(施設)할 수는 없다"고 말씀하신 것과 같다.

또한 박가범께서는 "마음과 마음작용의 운행[行]은 불가사의(不可思議)하다, 즉 생각으로 헤아릴 수 없다"라고 말씀하고 있다.

...

모든 마음작용에 대한 설명 중에서 생략하여 말하지 않은 것은 그 해당되는 대로 생략없이 자세히 말해져야 한다는 점을 알아야 한다. 식(識: 마음)과 마음작용이 불가사의한 것처럼, 이 모든 마음작용이 전전(展轉)하여 서로 배대[相望]되는 것도 역시 그와 같다고 알아야 한다.
 — 《현양성교론》, 제1권. 한문본 & 한글본

### 변행심소(遍行心所: 5가지)

#### (1) 작의(作意)
작의(作意, 마음을 일으킴, 기억을 일으킴, 주의, 유의, 발동과 유지,
산스크리트어: manasikara,
팔리어: manasikara,
영어: attention,
act of attention,
ego-centric demanding)의 본질적 성질[體]은 동심(動心) 즉 마음을 움직이는 것이다.
작의(作意)의 본질적 작용[業]은 인심(引心) 즉 마음을 이끄는 것이다.

#### (2) 촉(觸)
촉(觸, 접촉, 3사화합 · 분별 · 변이,
산스크리트어: sparśa,
팔리어: phassa,
영어: contact)의 본질적 성질[體]은 3사(三事)의 화합과 분별 즉 3사화합(三事和合)과 3사분별(三事分別)이다.
촉(觸)의 본질적 작용[業]은 12연기의 제7지분이자 변행심소에 속한 마음작용인 수(受)의 소의[依] 즉 의지처 또는 발동근거가 되는 것이다.
촉(觸)은 《아함경》 등의 불교 경전에서 언급하고 있는 6촉신(六觸身) 즉 안촉 · 이촉 · 비촉 · 설촉 · 신촉 · 의촉의 6촉(六觸)을 말한다. 즉 촉은 이들 6가지의 촉으로 세분된다.
《현양성교론》에 따르면, 촉에 대한 불교 경전의 언급으로는 다음과 같은 것들이 있다.
 眼色為緣能起眼識。如是三法聚集合故能有所觸。

 
안근[眼]과 색경[色]을 연(緣)으로 하여 능히 안식(眼識)을 일으킨다. 이와 같은 세 가지 법이 모여서 화합[聚集合]함으로써 능히 촉[所觸: 접촉한 바]이 있게 된다.
 — 《현양성교론》, 제1권. 한문본 & 한글본
 觸為受緣。

 
촉(觸)은 수(受)의 연(緣)이 된다
 — 《현양성교론》, 제1권. 한문본 & 한글본

#### (3) 수(受)
수(受, 감수작용, 지각, 느낌, 산스크리트어: vedanā, 팔리어: vedanā, 영어: feeling, sensation)의 본질적 성질[體]은 영납(領納) 즉 받아들임이다.
수(受)의 본질적 작용[業]은 12연기의 애(愛) 즉 번뇌심소의 탐(貪)의 연(緣: 간접적 원인)이 되는 것이다.
수(受)는 《아함경》 등의 불교 경전에서 언급하고 있는 6수신(六受身) 즉 안촉생수 · 이촉생수 · 비촉생수 · 설촉생수 · 신촉생수 · 의촉생수의 6수(六受)를 말한다. 즉 수는 이들 6가지의 수로 세분된다.
《현양성교론》에 따르면, 수(受)에 대한 불교 경전의 언급으로는 다음이 있다.
 受為愛緣。

 
수(受)는 애(愛)의 연(緣)이 된다.
 — 《현양성교론》, 제1권. 한문본 & 한글본

#### (4) 상(想)
상(想, 표상작용, 산스크리트어: saṃjñā, 팔리어: saññā, 영어: perception, cognition, conceptualization, distinguishing)은 명신(名身: 명사) · 구신(句身: 문장) · 문신(文身: 음소)의 훈습을 연(緣: 간접적 원인)으로 하여 아뢰야식의 종자로부터 생겨난[生] 법으로서, 마음(8식, 즉 심왕, 즉 심법)에 의지하여 일어나서[起] 마음과 더불어 함께 전전[俱轉]하는, 마음과 상응(相應)하는 법이다. 즉, 명신(名身: 명사) · 구신(句身: 문장) · 문신(文身: 음소)의 훈습을 연(緣: 간접적 원인)으로 하는 마음작용이다. 달리 말하면, 언어 즉 '말 또는 글과 같은 상징체계'에 의한 훈습을 간접적 원인[緣]으로 하는 마음작용이다.
상(想)의 본질적 성질[體]은 취상(取相) 즉 모습을 취하는 것 즉 표상작용(表象作用)이다.
상(想)의 본질적 작용[業]은 언의(言議) 즉 말을 일으키는 것이다. 언의(言議)의 사전적인 뜻은 '사람들 사이에서 전(傳)하여 들리는 말 '이다.
상(想)은 《아함경》 등의 불교 경전에서 언급하고 있는 6상신(六想身) 즉 안촉생상 · 이촉생상 · 비촉생상 · 설촉생상 · 신촉생상 · 의촉생상의 6상(六想)을 말한다. 즉 상은 이들 6가지의 상으로 세분된다.
《현양성교론》에 따르면, 상(想)에 대한 불교 경전의 언급으로는 다음이 있다.
 如其所想而起言議。

 
그 표상지은 바[所想]와 같이 언의(言議)를 일으킨다.
 — 《현양성교론》, 제1권. 한문본 & 한글본

#### (5) 사(思)
사(思, 의사, 의지, 추진, 조작(造作), 짓고 만듦,
산스크리트어: cetanā,
팔리어: cetanā,
영어: volition,
directionality of mind, attraction,
urge)의 본질적 성질[體]은 마음으로 하여금 득(得) · 실(失) 또는 득도 실도 아닌 것을 짓고 만드는[造作] 의업(意業)이다.
사(思)의 본질적 작용[業]은 화합(和合) · 별리(別離: 불화합) · 수여(隨與: 따르면서 도움, 즉 기존의 것을 보조함 또는 기존의 것을 강화 또는 증대시킴) · 탐애(貪愛) · 진에(瞋恚) 또는 기사(棄捨: 버림, 놓아버림)를 행하거나, 혹은 부정심소에 속한 심(尋)과 사(伺)의 마음작용을 일으키거나, 혹은 다시 신업(身業) · 어업(語業)의 2가지 업을 일으키거나, 혹은 염오행[染污]이나 청정행(清淨行)을 행하거나, 혹은 선 · 불선 · 무기를 행하는 것이다.
사(思)는 《아함경》 등의 불교 경전에서 언급하고 있는 6사신(六思身) 즉 안촉생사 · 이촉생사 · 비촉생사 · 설촉생사 · 신촉생사 · 의촉생사의 6사(六思)를 말한다. 즉 사는 이들 6가지의 사로 세분된다.
《현양성교론》에 따르면, 사(思)에 대한 불교 경전의 언급으로는 다음이 있다.
 當知我說。今六觸處即前世思所造故業。

 
마땅히 알라. "현생[今]의 6촉처(六觸處: 촉은 근 · 경 · 식 3사의 화합과 분별이므로, 6촉처는 각 개인의 근 · 경 · 식을 말함)는 곧 전생[前世]의 사(思)가 지은 것이다. 따라서 [사(思)는] 업(業)이다"라고 나는 말한다.
 — 《현양성교론》, 제1권. 한문본 & 한글본

### 별경심소(別境心所: 5가지)

#### (6) 욕(欲)
욕(欲, 희망, 욕구, 희망의 인발,
산스크리트어: chanda,
팔리어: chanda,
영어: intention, interest,
desire to act,
desire for action, aspiration)의 본질적 성질[體]은 소락경(所樂境) 즉 좋아하는 대상을 희망하는 것이다.
욕(欲)의 본질적 작용[業]은 선심소에 속한 마음작용인 근(勤) 즉 정진(精進)의 소의[依] 즉 의지처 또는 발동근거가 되는 것이다.
《현양성교론》에 따르면, 욕(欲)에 대한 불교 경전의 언급으로는 다음이 있다.
 欲為一切諸法根本。

 
욕(欲)은 온갖 법(法: 특히 선법과 불선법)의 근본이 된다.
 — 《현양성교론》, 제1권. 한문본 & 한글본

#### (7) 승해(勝解)
승해(勝解, 확실한 이해, 뛰어난 이해, 인가와 유지[印持],
산스크리트어: adhimokṣa,
adhimoksha,
adhimukti,
팔리어: adhimokkha,
영어: interest,
intensified interest,
decision,
firm conviction,
resolution,
approval)의 본질적 성질[體]은 결정경(決定境) 즉 결정해야 할 대상 또는 결정할 일에 대해 그 상응하는 바대로 인해(印解: 도장 찍듯이 확실히 이해함)하는 것이다.
승해(勝解)의 본질적 작용[業]은 [확실한 이해를 일으키기 위해] 더 이상 [다른 논의나 수행을] 끌어오지 않아도 되게 하는 것[不可引轉]이다.
《현양성교론》에 따르면, 승해(勝解)에 대한 불교 경전의 언급으로는 다음이 있다.
 我等今者心生勝解。是內六處必定無我。

 
우리들은 지금 마음에 "이 내6처(內六處: 내부의 6처)는 반드시 결정코 무아(無我)이다"라는 승해를 일으킨다.
 — 《현양성교론》, 제1권. 한문본 & 한글본

#### (8) 염(念)
염(念, 관, 정념, 4념처, 끊임없는 수동적 관찰,
명기(明記)와 불망(不忘), 주의집중, 불산란,
산스크리트어: smṛti,
팔리어: sati,
영어: mindfulness,
awareness,
inspection,
recollection,
retention,
memory)의 본질적 성질[體]은 마음으로 하여금 관습경(串習境) 즉 이미 만났던 적이 있는 대상, 예전에 익힌 대상, 자주 익힌 대상 또는 이전에 반복적으로 받아들인 대상에 대해 분명히 기억하고[明記] 잊지 않게[不忘] 하는 것이다.
염(念)의 본질적 작용[業]은 별경심소에 속한 마음작용인 등지(等持)의 소의(所依) 즉 의지처 또는 발동근거가 되는 것이다.
《현양성교론》에 따르면, 염(念)에 대한 불교 경전의 언급으로는 다음이 있다.
 諸念與隨念別念及憶不忘不失法心明記為性。

 
모든 염(念)들, 가령 수념(隨念) · 별념(別念) · 억념(憶念)은 잊지 않고 잃어버리지 않게 하는 법이며 마음으로 하여금 분명히 기억하게 하는 성질[性, 즉 법]이다.
 — 《현양성교론》, 제1권. 한문본 & 한글본

#### (9) 등지(等持)
등지(等持, 대상과 하나됨, 선정과 삼매, 삼마지,
산스크리트어: samādhi,
팔리어: samādhi,
산스크리트어: ekāgratā,
팔리어: ekaggatā,
영어: concentration,
one-pointedness,
unification,
unification of mind)의 본질적 성질[體]은 소관경(所觀境) 즉 관(觀: 관찰, 명상)을 행할 대상 또는 관찰 대상에 대한 전주일연(專住一緣) 즉 전일[專: 즉 專一, 마음과 힘을 모아 오직 한 곳에만 씀] 하여 그 대상[緣: 즉 所緣]과 하나가 되어[一] 머무는[住] 것이다.
등지(等持)의 본질적 작용[業]은 마음으로 하여금 산란되지 않게 함으로써 지혜[智, 즈냐나]가 나타나게 하는 소의[依] 즉 의지처 또는 발동근거가 되는 것이다.
《현양성교론》에 따르면, 염(念)에 대한 불교 경전의 언급으로는 다음이 있다.
 諸令心住與等住安住近住及定住不亂不散攝寂止等持心住一緣性。

 
마음으로 하여금 머물게 하는[住] 모든 법들, 가령 등주(等住) · 안주(安住) · 근주(近住) · 정주(定住)는 마음이 어지럽지 않게 하고[不亂] 흩어지지 않게 하여[不散] 마음을 적정에 포섭시키고[攝寂] 등지에서 그치게[止等持] 하는, 심주일연(心住一緣: 마음이 대상과 하나가 되어 머무는 것)의 성질[性, 즉 법]이다.
 — 《현양성교론》, 제1권. 한문본 & 한글본

#### (10) 혜(慧)
혜(慧, 반야, 택법, 간택, 식별, 지혜, 산스크리트어: prajñā, 팔리어: paññā, 영어: wisdom, discrimination, discernment)의 본질적 성질[體]은 소관경(所觀境) 즉 관(觀: 관찰, 명상)을 행할 대상 또는 관찰 대상에 대한 간택(簡擇)이다.
혜(慧)의 본질적 작용[業]은 여리(如理: 진리에 계합함) · 불여리(不如理: 진리에 계합하지 않음) · 비여리비불여리(非如理非不如理: 진리에 계합함도 계합하지 않음도 아님)를 깨달아 소지(所知: 알아야 할 대상, 또는 그 대상을 아는 상태)에 들어가게 하는 것이다.
《현양성교론》에 따르면, 혜(慧) 즉 간택(簡擇)에 대한 불교 경전의 언급으로는 다음이 있다.
 簡擇諸法最極簡擇極簡擇法遍了近了黠了通達審察聰叡覺明慧行毘缽舍那。

 
온갖 법을 간택(簡擇)하는 것이란 최극간택(最極簡擇: 최고도로 지극히 간택함) · 극간택(極簡擇: 지극히 간택함)의 법과, 변료(遍了: 두루 앎) · 근료(近了: 가까이 앎) · 힐료(黠了: 지혜롭게 앎)의 통달(通達, 앎)과, 심찰(審察: 자세히 살핌) · 총(聰: 듣고 살핌) · 예(叡: 밝으려고 함, 통달하려고 함, 슬기로워지려고 함) · 각(覺: 깨우치려고 함, 터득하려고 함) · 명(明: 명확해지게 함, 명료해지게 함, 확실해지게 함) · 혜(慧: 선 · 불선, 참됨 · 거짓됨에 대한 바른 판단)의 행(行: 실천)의 [즉, 이들을 모두 포괄하는 개념으로서의] 비발사나(毘缽舍那: 觀, 수행법 즉 관법의 수행)이다. (참고: 혜의 8가지 다른 이름)
 — 《현양성교론》, 제1권. 한문본 & 한글본

### 선심소(善心所: 11가지)

#### (11) 신(信)
신(信, 믿음, 인가, 청정, 희망,
산스크리트어: śraddhā,
팔리어: saddhā,
영어: faith)의 본질적 성질[體]은 유체(有體: 실체가 있음) · 유덕(有德: 덕이 있음) · 유능(有能: 공능이 있음, 능력이 있음)을 심정(心淨)의 상태에서 인가(忍可)하는 것이다.
신(信)의 본질적 작용[業]은 수번뇌심소에 속한 마음작용인 불신이라는 장애를 끊게[斷] 하고, 보리(菩提)의 증득을 위한 자량(資糧: 자재와 식량, 즉 선근과 공덕)이 원만해지게 하고, 자신과 남을 이롭게 하고[利益自他], 선도(善道)에 나아가게 하고, 청정한 믿음[淨信]을 증장시키는 것이다.
《현양성교론》에 따르면, 신(信, 믿음)에 대한 불교 경전의 언급으로는 다음이 있다.
 於如來所起堅固信。

 
여래에 대해 견고한 믿음을 일으킨다.
 — 《현양성교론》, 제1권. 한문본 & 한글본

#### (12) 참(慚)
참(慚, 부끄러워함, 자신에게 부끄럽게 여김, 숭중현선(崇重賢善),
산스크리트어: hrī,
팔리어: hiri,
영어: self-respect,
conscientiousness,
sense of shame,
dignity,
respect)의 본질적 성질[體]은 자증상(自增上)과 법증상(法增上)에 의지하여 허물[過]과 악(惡)을 부끄러워 하는 것이다.
참(慚)의 본질적 작용[業]은 수번뇌심소에 속한 마음작용인 무참(無慚)이라는 장애를 끊게[斷] 하고, 신(信)의 본질적 작용들 중 보리(菩提)의 증득을 위한 자량(資糧: 자재와 식량, 즉 선근과 공덕)이 원만해지게 하고, 자신과 남을 이롭게 하고[利益自他], 선도(善道)에 나아가게 하고, 청정한 믿음[淨信]을 증장시키는 것을 또한 하게 하고, 나아가 참(慚)을 증장시키는 것이다.
《현양성교론》에 따르면, 참(慚)에 대한 불교 경전의 언급으로는 다음이 있다.
 慚於所慚。

 
스스로 부끄러워 할 바에 대해서는 스스로 부끄러워 해야 한다.
 — 《현양성교론》, 제1권. 한문본 & 한글본

#### (13) 괴(愧)
괴(愧, 뉘우침, 부끄러워함, 남에게 부끄럽게 여김, 경거포악(輕拒暴惡),
산스크리트어: apatrāpya,
팔리어: ottappa,
영어: decorum,
shame,
consideration,
propriety,
fear)의 본질적 성질[體]은 세증상(世增上)에 의지하여 허물[過]과 악(惡)을 남부끄러워 하는 것이다.
괴(愧)의 본질적 작용[業]은 수번뇌심소에 속한 마음작용인 무괴(無愧)라는 장애를 끊게[斷] 하고, 신(信) · 참(慚)의 본질적 작용들 중 보리(菩提)의 증득을 위한 자량(資糧: 자재와 식량, 즉 선근과 공덕)이 원만해지게 하고, 자신과 남을 이롭게 하고[利益自他], 선도(善道)에 나아가게 하고, 청정한 믿음[淨信]을 증장시키는 것을 또한 하게 하고, 나아가 괴(愧)를 증장시키는 것이다.
《현양성교론》에 따르면, 괴(愧)에 대한 불교 경전의 언급으로는 다음이 있다.
 愧於所愧。

 
남부끄러워 할 바에 대해서는 남부끄러워 해야 한다.
 — 《현양성교론》, 제1권. 한문본 & 한글본

#### (14) 무탐(無貪)
무탐(無貪, 염착이 없음, 집착하지 않음,
산스크리트어: alobha,
팔리어: alobha,
영어: purity,
non-attachment,
without attachment, absence of desire)은의 본질적 성질[體]은 유(有: 3유 즉 윤회의 존재)와 유구(有具: 유의 원인, 윤회의 원인, 즉 5취온)를 염리(厭離: 싫어해서 떠남)하고, 고집하지 않고[無執], 감추지 않고[不藏], 애착하지 않고[不愛], 집착하지 않는[無著] 것이다.
무탐(無貪)의 본질적 작용[業]은 번뇌심소에 속한 마음작용인 탐(貪)이라는 장애를 끊게[斷] 하고, 신 · 참 · 괴의 본질적 작용들 중 보리(菩提)의 증득을 위한 자량(資糧: 자재와 식량, 즉 선근과 공덕)이 원만해지게 하고, 자신과 남을 이롭게 하고[利益自他], 선도(善道)에 나아가게 하고, 청정한 믿음[淨信]을 증장시키는 것을 또한 하게 하고, 나아가 무탐(無貪)을 증장시키는 것이다.
《현양성교론》에 따르면, 무탐(無貪)에 대한 불교 경전의 언급으로는 다음이 있다.
 無貪善根。

 
무탐(無貪)은 선(善)의 뿌리이다.
 — 《현양성교론》, 제1권. 한문본 & 한글본

#### (15) 무진(無瞋)
무진(無瞋, 자애로움, 자(慈), 사랑, 성내지 않음, 노여워하지 않음,
산스크리트어: apratigha,
adveṣa,
팔리어: adosa,
영어: good will,
non-aggression,
non-hatred,
imperturbability,
non-anger,
absence of hatred)의 본질적 성질[體]은 모든 유정에 대하여 손해(損害: 좋지 않은 상태가 되게 함)를 입히려 함이 없고 사랑[慈]하고 연민[愍]히 여기는 것이다.
무진(無瞋)의 본질적 작용[業]은 번뇌심소에 속한 마음작용인 진(瞋)이라는 장애를 끊게[斷] 하고, 신 · 참 · 괴 · 무탐의 본질적 작용들 중 보리(菩提)의 증득을 위한 자량(資糧: 자재와 식량, 즉 선근과 공덕)이 원만해지게 하고, 자신과 남을 이롭게 하고[利益自他], 선도(善道)에 나아가게 하고, 청정한 믿음[淨信]을 증장시키는 것을 또한 하게 하고, 나아가 무진(無瞋)을 증장시키는 것이다.
《현양성교론》에 따르면, 무진(無瞋)에 대한 불교 경전의 언급으로는 다음이 있다.
 無瞋善根。

 
무진(無瞋)은 선(善)의 뿌리이다.
 — 《현양성교론》, 제1권. 한문본 & 한글본

#### (16) 무치(無癡)
무치(無癡, 어리석지 않음, 바른 앎, 결택, 명료하게 이해함,
산스크리트어: amoha,
팔리어: amoha,
영어: wisdom,
non-delusion,
non-bewilderment,
lack of naivety,
lack of stupidity)의 본질적 성질[體]은 정료(正了) 즉 진실(眞實)을 바르게 아는 것이다.
무치(無癡)의 본질적 작용[業]은 번뇌심소에 속한 마음작용인 치(癡)라는 장애를 끊게[斷] 하고, 신 · 참 · 괴 · 무탐 · 무진의 본질적 작용들 중 보리(菩提)의 증득을 위한 자량(資糧: 자재와 식량, 즉 선근과 공덕)이 원만해지게 하고, 자신과 남을 이롭게 하고[利益自他], 선도(善道)에 나아가게 하고, 청정한 믿음[淨信]을 증장시키는 것을 또한 하게 하고, 나아가 무치(無癡)를 증장시키는 것이다.
《현양성교론》에 따르면, 무치(無癡)에 대한 불교 경전의 언급으로는 다음이 있다.
 無癡善根。

 
무치(無癡)는 선(善)의 뿌리이다.
 — 《현양성교론》, 제1권. 한문본 & 한글본

#### (17) 정진(精進)
정진(精進, 마음의 용맹함, 결단과 인내,
산스크리트어: vīrya, 팔리어: viriya,
영어: diligence,
energy,
perseverance,
enthusiasm,
sustained effort)의 본질적 성질[體]은 마음이 용맹[勇]하고, 게으름이 없고[無惰], 스스로 가볍거나 천하게 하지 않는[不自輕賤] 것이다.
정진(精進)의 본질적 작용[業]은 수번뇌심소에 속한 마음작용인 해태(懈怠)라는 장애를 끊게[斷] 하고, 신 · 참 · 괴 · 무탐 · 무진 · 무치의 본질적 작용들 중 보리(菩提)의 증득을 위한 자량(資糧: 자재와 식량, 즉 선근과 공덕)이 원만해지게 하고, 자신과 남을 이롭게 하고[利益自他], 선도(善道)에 나아가게 하고, 청정한 믿음[淨信]을 증장시키는 것을 또한 하게 하고, 나아가 정진(精進)을 증장시키는 것이다.
《현양성교론》에 따르면, 정진(精進)에 대한 불교 경전의 언급으로는 다음이 있다.
 起精進住有勢有勤有勇堅猛不捨善軛。

 
정진을 일으켜서 유세(有勢: 힘이 있음) · 유근(有勤: 부지런함) · 유용(有勇: 용감함) · 견맹(堅猛: 견고하고 용맹스러움) · 불사선액(不捨善軛: 선의 멍에를 버리지 않음)에 머무른다.
 — 《현양성교론》, 제1권. 한문본 & 한글본

#### (18) 경안(輕安)
경안(輕安, 조화롭고 가뿐함, 고르고 상쾌함, 평안,
산스크리트어: praśrabdhi,
팔리어: passaddhi,
영어: pliancy,
alertness,
flexibility,
aptitude)의 본질적 성질[體]은 추중(麤重: 거침과 무거움, 번뇌에 속박되어 있는 상태)을 멀리 떠나서[遠離] 몸과 마음이 마음이 조양(調暢: 고르고 화창함, 순조롭고 화창함, 조화롭고 가뿐함)되는 것이다.
경안(輕安)의 본질적 작용[業]은 추중(麤重)이라는 장애를 끊게[斷] 하고, 신 · 참 · 괴 · 무탐 · 무진 · 무치 · 정진의 본질적 작용들 중 보리(菩提)의 증득을 위한 자량(資糧: 자재와 식량, 즉 선근과 공덕)이 원만해지게 하고, 자신과 남을 이롭게 하고[利益自他], 선도(善道)에 나아가게 하고, 청정한 믿음[淨信]을 증장시키는 것을 또한 하게 하고, 나아가 경안(輕安)을 증장시키는 것이다.
《현양성교론》에 따르면, 경안(輕安)에 대한 불교 경전의 언급으로는 다음이 있다.
 適悅於意身及心安。

 
뜻[意]에 알맞고 기쁘게 되어 몸과 마음이 평안[安]하다.
 — 《현양성교론》, 제1권. 한문본 & 한글본

#### (19) 불방일(不放逸)
불방일(不放逸, 성실, 선법을 닦음, 마음을 방호함,
산스크리트어: apramāda,
팔리어: appamada,
영어: carefulness,
concern,
conscientiousness,
conscious awareness,
diligence)의 본질적 성질[體]은 무탐 · 무진 · 무치 · 정진의 4가지 선심소이다.
불방일(不放逸)의 본질적 작용[業]은 이들 4가지 선심소에 의지하여 불선법을 끊게[斷] 하고, 신 · 참 · 괴 · 무탐 · 무진 · 무치 · 정진 · 경안의 본질적 작용들 중 보리(菩提)의 증득을 위한 자량(資糧: 자재와 식량, 즉 선근과 공덕)이 원만해지게 하고, 자신과 남을 이롭게 하고[利益自他], 선도(善道)에 나아가게 하고, 청정한 믿음[淨信]을 증장시키는 것을 또한 하게 하고, 나아가 불방일(不放逸)을 증장시키는 것이다.
《현양성교론》에 따르면, 불방일(不放逸)에 대한 불교 경전의 언급으로는 다음이 있다.
 所有無量善法生起一切皆依不放逸根。

 
존재하는 모든 한량없는 선법(善法)의 생겨나고 나타남이 모두 다 불방일(不放逸)이라는 뿌리[根]에 근거[依]한다.
 — 《현양성교론》, 제1권. 한문본 & 한글본

#### (20) 사(捨)
사(捨, 내려놓음, 버림, 평등 · 정직 · 무공용,
고요, 평정, 평정심, 평온, 균형, 평형,
산스크리트어: upeksā,
팔리어: upekkhā,
upekhā,
영어: serenity,
equilibrium,
equanimity,
stability,
composure,
indifference)의 본질적 성질[體]은 무탐 · 무진 · 무치 · 정진의 4가지 선심소이다.
사(捨)의 본질적 작용[業]은 이들 4가지 선심소에 의지하여 '모두 버림[捨]'으로써 즉 '모두 내려놓음[捨]'으로써 즉 해당 염오법과 관련된 '선 · 불선을 모두 내려놓음[捨]'으로써 즉 해당 염오법에 대한 '모든 공용(功用)을 내려놓음[捨]'으로써 심평등(心平等: 마음의 평정) · 심정직(心正直: 마음의 정직) · 심무발동(心無發動: 마음의 동요 없음)을 득하게 하여 발동(發動: 마음의 동요)이라는 장애를 끊게[斷] 하는 것이고, 신 · 참 · 괴 · 무탐 · 무진 · 무치 · 정진 · 경안 · 불방일의 본질적 작용들 중 보리(菩提)의 증득을 위한 자량(資糧: 자재와 식량, 즉 선근과 공덕)이 원만해지게 하고, 자신과 남을 이롭게 하고[利益自他], 선도(善道)에 나아가게 하고, 청정한 믿음[淨信]을 증장시키는 것을 또한 하게 하고, 나아가 사(捨)를 증장시키는 것이다.
또한, 《현양성교론》에 따르면,
불방일(不放逸)과 사(捨)의 차이점은 불방일(不放逸)에 의지하여 염오법(染汚法)을 제견(除遣: 덜고 보냄, 가게 하여 보냄, 떠나보냄)하고 즉 떨쳐버리고, 다시 사(捨)에 의지하여 그 떨쳐버린 염오법에 대해 불염오주(不染污住: 오염되지 않으면서 머뭄)하는 것이다. 즉, 사(捨)를 득한 후에는 불방일에 의지하여 떨쳐버린 염오법에 대해 더 이상 그 염오법에 의해 오염되지 않으면서 그 염오법에 머물 수 있게 된다. 즉 그 염오법에 대해 오염됨이 없이 작용할 수 있는 상태가 된다. 즉, 균형 즉 마음의 평정을 잃어버림이 없이 다른 이들의 번뇌를 맞이하여 그 사람이 번뇌를 떨쳐버리고[除遣, 떠나보내고] 내려놓는 것[捨]을 도울 수 있게 된다. 그리고 이러한 능력에는 심평등(心平等: 마음의 평정) · 심정직(心正直: 마음의 정직) · 심무발동(心無發動: 마음의 동요 없음)의 3단계의 차별이 있다. 즉, 심무발동의 단계 이전에는 불염오주(不染污住)가 부분적으로 가능하다가 심무발동의 단계에서는 불염오주(不染污住)가 완전히 가능하게 된다.
《현양성교론》에 따르면, 사(捨)에 대한 불교 경전의 언급으로는 다음이 있다.
 為除貪憂心依止捨。

 
탐욕과 근심의 마음을 제거하기[除: 여기서는 내려놓음의 뜻] 위해서 사(捨)에 의지한다
 — 《현양성교론》, 제1권. 한문본 & 한글본

#### (21) 불해(不害)
불해(不害, 아힘사, 해치지 않음, 비(悲), 불손뇌(不損惱), 연민, 비폭력,
산스크리트어: ahiṃsā,
팔리어: avihiṃsā,
영어: no harm,
non-violence)는 모든 유정을 뇌해(惱害)하지 않기 때문에 즉 괴롭히거나[惱] 해치지[害] 않기 때문에 '불해(不害: 해치지 않음)'라고 명명한 것으로, 불해(不害)의 본질적 성질[體]은 비(悲: 슬퍼함, 마음 아파함) · 애(哀: 슬퍼함, 불쌍히 여김) · 측(惻: 슬퍼함, 가엾어함) · 창(愴: 슬퍼함, 마음 아파함) · 민(愍: 근심함, 가엾어함) · 물(物: 헤아림)이다.
불해(不害)의 본질적 작용[業]은
수번뇌심소에 속한 마음작용인 해(害)라는 장애를 끊게[斷]하고,
신 · 참 · 괴 · 무탐 · 무진 · 무치 · 정진 · 경안 · 불방일 · 사(捨)의 본질적 작용들 중 보리(菩提)의 증득을 위한 자량(資糧: 자재와 식량, 즉 선근과 공덕)이 원만해지게 하고, 자신과 남을 이롭게 하고[利益自他], 선도(善道)에 나아가게 하고, 청정한 믿음[淨信]을 증장시키는 것을 또한 하게 하고, 나아가 불해(不害)를 증장시키는 것이다.
《현양성교론》에 따르면, 불해(不害)에 대한 불교 경전의 언급으로는 다음이 있다.
 由不害故知彼聰叡乃至廣說。

 
불해(不害)로 인하여 그 총(聰: 듣고 살핌) · 예(叡: 밝으려고 함, 통달하려고 함, 슬기로워지려고 함) (내지 .....)를 안다. [즉, 지혜[慧]가 완성된다.]
 — 《현양성교론》, 제1권. 한문본 & 한글본

### 번뇌심소(煩惱心所: 6가지)

#### (22) 탐(貪)
탐(貪, 3계의 애(愛), 미착, 탐착,
산스크리트어: rāga,
팔리어: rāga,
영어: lust,
attachment,
craving)의 본질적 성질[體]은 5취온을 애(愛: 애착함) · 락(樂: 즐김) · 부(覆: 숨김) · 장(藏: 감춤) · 보(保: 보존함) · 착(著: 염착함, 들러붙음)하는 것이다. 탐(貪)에는 구생기(俱生起: 선천적으로 생겨나는 것)와 분별기(分別起: 분별에 의해 생겨나는 것)가 있다. 즉 구생기 탐과 분별기 탐이 있다.
탐(貪)의 본질적 작용[業]은 선심소에 속한 마음작용인 무탐(無貪)을 장애하고, 보리(菩提)의 증득을 위한 자량(資糧: 자재와 식량, 즉 선근과 공덕)이 원만해지는 것을 장애하고, 자신과 남에게 손해를 입히고[損害自他], 악도(惡道)에 떨어지게[趣] 하고, 탐(貪)을 증장시키는 것이다.
《현양성교론》에 따르면, 탐(貪)에 대한 불교 경전의 언급으로는 다음이 있다.
 諸有貪愛者為貪所伏蔽。

 
탐애(貪愛)가 있는 모든 이는 탐(貪)에 항복되고 가리운 바가 된다.
 — 《현양성교론》, 제1권. 한문본 & 한글본

#### (23) 진(瞋)
진(瞋, 미워함, 성냄, 노여워함, 상처입히고 해치는 것을 좋아함,
산스크리트어: pratigha,
dvesa,
팔리어: paṭigha,
영어: ill will,
anger,
repugnance,
hatred)의 본질적 성질[體]은 유정에게 손해(損害)를 입히려고 하는[欲興] 것이다. 진(瞋)에는 구생기(俱生起: 선천적으로 생겨나는 것)와 분별기(分別起: 분별에 의해 생겨나는 것)가 있다. 즉 구생기 진과 분별기 진이 있다.
진(瞋)의 본질적 작용[業]은 선심소에 속한 마음작용인 무진(無瞋)을 장애하고, 탐(貪)의 본질적 작용들 중 보리(菩提)의 증득을 위한 자량(資糧: 자재와 식량, 즉 선근과 공덕)이 원만해지는 것을 장애하고, 자신과 남에게 손해를 입히고[損害自他], 악도(惡道)에 떨어지게[趣] 하는 것을 또한 하게 하고, 나아가 진에(瞋恚)를 증장시키는 것이다.
《현양성교론》에 따르면, 진(瞋)에 대한 불교 경전의 언급으로는 다음이 있다.
 有瞋恚者為瞋所伏蔽。

 
진에(瞋恚)가 있는 모든 이는 진(瞋)에 항복되고 가리운 바가 된다.
 — 《현양성교론》, 제1권. 한문본 & 한글본

#### (24) 만(慢)
만(慢, 거만, 자만, 오만, 고거심,
산스크리트어: māna,
팔리어: māna,
영어: pride,
arrogance,
conceit)의 본질적 성질[體]은 남과 비교하여 뛰어나다거나 자기가 동등하다거나 자기가 열등하다고 생각하여서 마음으로 하여금 시거(恃舉)하게 즉 스스로 자부하고 뽐내게 하는 것이다. 만(慢)에는 구생기(俱生起: 선천적으로 생겨나는 것)와 분별기(分別起: 분별에 의해 생겨나는 것)가 있다. 즉 구생기 만과 분별기 만이 있다.
만(慢)의 본질적 작용[業]은 무만(無慢: 거만하지 않음)을 장애하고, 탐(貪) · 진(瞋)의 본질적 작용들 중 보리(菩提)의 증득을 위한 자량(資糧: 자재와 식량, 즉 선근과 공덕)이 원만해지는 것을 장애하고, 자신과 남에게 손해를 입히고[損害自他], 악도(惡道)에 떨어지게[趣] 하는 것을 또한 하게 하고, 나아가 만(慢)을 증장시키는 것이다.
《현양성교론》에 따르면, 만(慢)에 대한 불교 경전의 언급으로는 다음이 있다.
 三種慢類我勝慢類我等慢類我劣慢類。

 
세 가지의 만(慢)의 종류가 있다. 아승만(我勝慢: 내가 뛰어나다는 거만)의 종류, 아등만(我等慢: 내가 동등하다는 거만)의 종류, 아열만(我劣慢: 내가 열등하다는 거만)의 종류이다.
 — 《현양성교론》, 제1권. 한문본 & 한글본

#### (25) 무명(無明)
무명(無明, 어리석음, 우치, 무지(無知), 무지(無智), 무현(無顯),
산스크리트어: moha,
mūdha,
avidyā,
팔리어: avijjā,
영어: ignorance,
delusion,
error)의 본질적 성질[體]은 진실에 대한 부정료(不正了) 즉 진실을 바르게 알지 못하는 것이다. 무명(無明)에는 구생기(俱生起: 선천적으로 생겨나는 것)와 분별기(分別起: 분별에 의해 생겨나는 것)가 있다. 즉 구생기 무명과 분별기 무명이 있다.
무명(無明)의 본질적 작용[業]은 정료(正了: 바른 앎, 바르게 앎)를 장애하고, 탐 · 진 · 만의 본질적 작용들 중 보리(菩提)의 증득을 위한 자량(資糧: 자재와 식량, 즉 선근과 공덕)이 원만해지는 것을 장애하고, 자신과 남에게 손해를 입히고[損害自他], 악도(惡道)에 떨어지게[趣] 하는 것을 또한 하게 하고, 나아가 무명(無明)을 증장시키는 것이다.
《현양성교론》에 따르면, 무명(無明)에 대한 불교 경전의 언급으로는 다음이 있다.
 諸有愚癡者無明所伏蔽。

 
우치(愚癡: 어리석음)가 있는 모든 이는 무명(無明)에 항복되고 가리운 바가 된다..
 — 《현양성교론》, 제1권. 한문본 & 한글본

#### (26) 견(見)
견(見, 그릇된 견해,
산스크리트어: dṛṣṭi,
mithyā-dṛṣṭi,
영어: wrong view)의 본질적 성질[體]은 살가야견(薩迦耶見) · 변집견(邊執見) · 사견(邪見) · 견취(見取) · 계금취(戒禁取)의 5견(五見)이다.

##### (26.1) 살가야견(薩迦耶見)
살가야견(薩迦耶見, 유신견,
산스크리트어: satkāya-drsti,
팔리어: sakkāya-ditth,
영어: view of individuality,
self view,
identity view)의 본질적 성질[體]은 5취온을 나[我] 또는 내 것[我所]이라고 생각하는 염오혜(染污慧)이다. 살가야견(薩迦耶見)에는 구생기(俱生起: 선천적으로 생겨나는 것)와 분별기(分別起: 분별에 의해 생겨나는 것)가 있다. 즉 구생기 살가야견과 분별기 살가야견이 있다.
살가야견(薩迦耶見)의 본질적 작용[業]은 무아(無我)에 대한 무전도해(無顛倒解) 즉 무아에 대한 뒤바뀌지 않은 이해를 장애하고, 탐 · 진 · 만 · 무명의 본질적 작용들 중 보리(菩提)의 증득을 위한 자량(資糧: 자재와 식량, 즉 선근과 공덕)이 원만해지는 것을 장애하고, 자신과 남에게 손해를 입히고[損害自他], 악도(惡道)에 떨어지게[趣] 하는 것을 또한 하게 하고, 나아가 살가야견(薩迦耶見)을 증장시키는 것이다.
《현양성교론》에 따르면, 살가야견(薩迦耶見)에 대한 불교 경전의 언급으로는 다음이 있다. 살가야견은 유신견(有身見) 또는 신견(身見)이라고도 한다.
 如是知見永斷三結。謂身見戒禁取疑。

 
이와 같은 지견(知見)은 3결(三結: 세 가지 결박 번뇌)을 영원히 끊나니, 3결이란 신견(身見) · 계금취견(戒禁取見) · 의(疑)이다.
 — 《현양성교론》, 제1권. 한문본 & 한글본

##### (26.2) 변집견(邊執見)
변집견(邊執見, 극단적인 견해, 단견과 상견,
산스크리트어: anta-grāha-drsti,
팔리어: anta-ggāhikā,
영어: extreme views,
extreme view)의 본질적 성질[體]은 5취온을 단(斷) 혹은 상(常)이라고 생각하는 염오혜(染污慧)이다. 즉, 5취온을 단멸하는 것 혹은 상주하는 것, 즉, 죽음과 함께 완전히 소멸되는 것 혹은 영원히 존재하는 것이라고 생각하는 오염된 지혜이다. 변집견(邊執見)에는 구생기(俱生起: 선천적으로 생겨나는 것)와 분별기(分別起: 분별에 의해 생겨나는 것)가 있다. 즉 구생기 변집견과 분별기 변집견이 있다.
변집견(邊執見)의 본질적 작용[業]은 무상(無常)에 대한 무전도해(無顛倒解) 즉 무상에 대한 뒤바뀌지 않은 이해를 장애하고, 탐 · 진 · 만 · 무명 · 살가야견의 본질적 작용들 중 보리(菩提)의 증득을 위한 자량(資糧: 자재와 식량, 즉 선근과 공덕)이 원만해지는 것을 장애하고, 자신과 남에게 손해를 입히고[損害自他], 악도(惡道)에 떨어지게[趣] 하는 것을 또한 하게 하고, 나아가 변집견(邊執見)을 증장시키는 것이다.
《현양성교론》에 따르면, 변집견(邊執見)에 대한 불교 경전의 언급으로는 다음이 있다.
 迦多衍那一切世間依止二種或有或無。

 
가다연나(迦多衍那)여, 일체의 세간[즉, 세상에 존재하는 모든 외도적인 견해]은 두 가지[의 견해]에 의지하고 있는데, 그 두 가지는 있음(有)과 없음(無)[의 견해]이다.
 — 《현양성교론》, 제1권. 한문본 & 한글본

##### (26.3) 사견(邪見)
사견(邪見, 그릇된 견해, 진리에 어긋난 견해, 인과를 부정하는 견해,
산스크리트어: mithyā-drsti,
팔리어: sassata-ditthi,
영어: false view,
evil view)의 본질적 성질[體]은 5취온을 인(因: 원인) · 과(果: 결과) · 공용(功用: 작용) 또는 실사(實事: 참다운 존재)를 부정(否定: 謗 또는 壞)하는 염오혜(染污慧)이다. 사견(邪見)에는 분별기(分別起: 분별에 의해 생겨나는 것)만 있다. 즉 구생기 사견은 존재하지 않으며 분별기 사견만 존재한다.
사견(邪見)의 본질적 작용[業]은 8정도 가운데 하나인 정견(正見)을 장애하고 즉 인(因) · 과(果) · 공용(功用) · 실사(實事)에 대한 무전도해(無顛倒解) 즉 이들에 대한 뒤바뀌지 않은 이해를 장애하고, 탐 · 진 · 만 · 무명 · 살가야견 · 변집견의 본질적 작용들 중 보리(菩提)의 증득을 위한 자량(資糧: 자재와 식량, 즉 선근과 공덕)이 원만해지는 것을 장애하고, 자신과 남에게 손해를 입히고[損害自他], 악도(惡道)에 떨어지게[趣] 하는 것을 또한 하게 하고, 나아가 사견(邪見)을 증장시키는 것이다.사견(邪見)의 본질적 작용[業]은 8정도 가운데 하나인 정견(正見)을 장애하고, 탐 · 진 · 만 · 무명 · 살가야견 · 변집견의 본질적 작용들 중 보리(菩提)의 증득을 위한 자량(資糧: 자재와 식량, 즉 선근과 공덕)이 원만해지는 것을 장애하고, 자신과 남에게 손해를 입히고[損害自他], 악도(惡道)에 떨어지게[趣] 하는 것을 또한 하게 하고, 나아가 사견(邪見)을 증장시키는 것이다.
《현양성교론》에 따르면, 사견(邪見)에 대한 불교 경전의 언급으로는 다음이 있다.
 有邪見者所執皆倒。乃至廣說。

 
사견(邪見)을 가진 이가 붙잡고 있는 견해는 모두 뒤바뀐 견해이고..... (나아가 자세히 말함).
 — 《현양성교론》, 제1권. 한문본 & 한글본

##### (26.4) 견취(見取)
견취(見取, 염오견에 대한 집착,
산스크리트어: drstiparāmarśa,
영어: adherence to views,
view of attachment to views)의 본질적 성질[體]은 살가야견 · 변집견 · 사견 혹은 이들 3가지 그릇된 견해의 의지처로서의 온(蘊)을 가장 뛰어난 것[最勝上] 혹은 제일 가는 것[第一]이라고 생각하는 염오혜(染污慧)이다. 견취(見取)에는 분별기(分別起: 분별에 의해 생겨나는 것)만 있다. 즉 구생기 견취는 존재하지 않으며 분별기 견취만 존재한다.
견취(見取)의 본질적 작용[業]은 고(苦)와 부정(不淨)에 대한 무전도해(無顛倒解) 즉 고와 부정에 대한 뒤바뀌지 않은 이해를 장애하고, 탐 · 진 · 만 · 무명 · 살가야견 · 변집견 · 사견의 본질적 작용들 중 보리(菩提)의 증득을 위한 자량(資糧: 자재와 식량, 즉 선근과 공덕)이 원만해지는 것을 장애하고, 자신과 남에게 손해를 입히고[損害自他], 악도(惡道)에 떨어지게[趣] 하는 것을 또한 하게 하고, 나아가 견취(見取)를 증장시키는 것이다.
《현양성교론》에 따르면, 견취(見取)에 대한 불교 경전의 언급으로는 다음이 있다.
 於自所見取執堅住。乃至廣說。

 
스스로 견취(見取)한 견해를 붙잡고 굳게 머물며..... (나아가 자세히 말함).
 — 《현양성교론》, 제1권. 한문본 & 한글본

##### (26.5) 계금취(戒禁取)
계금취(戒禁取, 그릇된 계금에 대한 집착,
산스크리트어: śīla-vrata-parāmarśa,
영어: adherence to observances and rituals,
view of rigid attachment to the precepts)의 본질적 성질[體]은 살가야견 · 변집견 · 사견 · 견취 혹은 이들 4가지 그릇된 견해의 의지처로서의 온(蘊)을 청정(清淨) · 해탈(解脫) 또는 출리(出離)라고 생각하는 염오혜(染污慧)이다. 계금취(戒禁取)에는 분별기(分別起: 분별에 의해 생겨나는 것)만 있다. 즉 구생기 계금취는 존재하지 않으며 분별기 계금취만 존재한다.
계금취(戒禁取)의 본질적 작용[業]은 앞에서 말한 무전도해(無顛倒解)를 장애하고 즉 무아 · 무상 · 인 · 과 · 공용 · 실사(實事) · 고 · 부정(不淨)에 대한 무전도해 즉 뒤바뀌지 않은 이해를 장애하고, 탐 · 진 · 만 · 무명 · 살가야견 · 변집견 · 사견 · 견취의 본질적 작용들 중 보리(菩提)의 증득을 위한 자량(資糧: 자재와 식량, 즉 선근과 공덕)이 원만해지는 것을 장애하고, 자신과 남에게 손해를 입히고[損害自他], 악도(惡道)에 떨어지게[趣] 하는 것을 또한 하게 하고, 나아가 계금취(戒禁取)를 증장시키는 것이다.
《현양성교론》에 따르면, 계금취(戒禁取)에 대한 불교 경전의 언급으로는 다음이 있다. 취결(取結)은 견취(見取) · 계금취(戒禁取)의 2취(二取)를 말한다.
 取結所繫。

 
취결(取結)은 메인[繫] 바이다. [즉, 속박이다.]
 — 《현양성교론》, 제1권. 한문본 & 한글본

#### (27) 의(疑)
의(疑, 의심, 망설임, 주저함, 미룸, 진리에 대한 유예,
산스크리트어: vicikitsa,
vicikitsā,
팔리어: vicikicchā,
영어: doubt,
indecision,
skepticism,
indecisive wavering)의 본질적 성질[體]은 모든 진리[諦]에 대해 유예(猶豫: 주저함, 미룸)하고 결단하지 못하는 것[不決]이다. 의(疑)에는 분별기(分別起: 분별에 의해 생겨나는 것)만 있다. 즉 구생기 의는 존재하지 않으며 분별기 의만 존재한다.
의(疑)의 본질적 작용[業]은 무의(無疑) 즉 의심 없음을 장애하고, 탐 · 진 · 만 · 무명 · 살가야견 · 변집견 · 사견 · 견취 · 계금취의 본질적 작용들 중 보리(菩提)의 증득을 위한 자량(資糧: 자재와 식량, 즉 선근과 공덕)이 원만해지는 것을 장애하고, 자신과 남에게 손해를 입히고[損害自他], 악도(惡道)에 떨어지게[趣] 하는 것을 또한 하게 하고, 나아가 의(疑)를 증장시키는 것이다.
《현양성교론》에 따르면, 의(疑: 의심)에 대한 불교 경전의 언급으로는 다음이 있다.
 猶豫者疑。

 
유예(猶豫: 주저함, 미룸)하는 것이 의심[疑]이다.
 — 《현양성교론》, 제1권. 한문본 & 한글본

### 수번뇌심소(隨煩惱心所: 20가지)

#### (28) 분(忿)
분(忿, 분노, 비난과 성냄,
산스크리트어: krodha,
영어: fury,
rage,
indigation)의 본질적 성질[體]은 현재의 위연(違緣) 즉 거스르는 조건 · 대상 · 경우 즉 자신에게 이익이 없는 조건 · 대상 · 경우에 대해 마음으로 하여금 분(憤: 분노 憤怒)를 일으키게[發] 하는 것이다.
분(忿)의 본질적 작용[業]은 선심소에 속한 마음작용인 무진(無瞋)을 장애하고, 탐 · 진 · 만 · 무명 · 살가야견 · 변집견 · 사견 · 견취 · 계금취 · 의(疑)의 본질적 작용들 중 보리(菩提)의 증득을 위한 자량(資糧: 자재와 식량, 즉 선근과 공덕)이 원만해지는 것을 장애하고, 자신과 남에게 손해를 입히고[損害自他], 악도(惡道)에 떨어지게[趣] 하는 것을 또한 하게 하고, 나아가 분(忿)을 증장시키는 것이다.

#### (29) 한(恨)
한(恨, 원한,
산스크리트어: upanāha,
영어: resentment,
enmity,
vindictiveness)의 본질적 성질[體]은 과거의 위연(違緣) 즉 거스렀던 조건 · 대상 · 경우 즉 자신에게 이익이 없었던 조건 · 대상 · 경우에 대해 원한[怨]을 맺어 버리지[捨] 못하는 것[結怨不捨]이다.
한(恨)의 본질적 작용[業]은 선심소에 속한 마음작용인 무진(無瞋)을 장애하고, 탐 · 진 · 만 · 무명 · 살가야견 · 변집견 · 사견 · 견취 · 계금취 · 의 · 분의 본질적 작용들 중 보리(菩提)의 증득을 위한 자량(資糧: 자재와 식량, 즉 선근과 공덕)이 원만해지는 것을 장애하고, 자신과 남에게 손해를 입히고[損害自他], 악도(惡道)에 떨어지게[趣] 하는 것을 또한 하게 하고, 나아가 한(恨)을 증장시키는 것이다.

#### (30) 부(覆)
부(覆, 숨김,
산스크리트어: mrakśa,
팔리어: makkha,
영어: concealment,
slyness-concealment)의 본질적 성질[體]은 과범(過犯: 허물과 죄, 과실과 죄)에 대해 다른 이가 충고하고 가르쳐주거나[諫誨] 혹은 충고하고 가르쳐주지 않거나 간에 지은 악(惡)을 비밀로 하는 것이다.
부(覆)의 본질적 작용[業]은 과실(過失: 잘못, 허물, 불선, 악)을 드러내고 뉘우치는 것[悔: 뉘우침, 후회함]을 장애하고, 탐 · 진 · 만 · 무명 · 살가야견 · 변집견 · 사견 · 견취 · 계금취 · 의 · 분 · 한의 본질적 작용들 중 보리(菩提)의 증득을 위한 자량(資糧: 자재와 식량, 즉 선근과 공덕)이 원만해지는 것을 장애하고, 자신과 남에게 손해를 입히고[損害自他], 악도(惡道)에 떨어지게[趣] 하는 것을 또한 하게 하고, 나아가 부(覆)를 증장시키는 것이다.

#### (31) 뇌(惱)
뇌(惱, 괴롭힘,
산스크리트어: pradāśa,
영어: spite,
spitefulness,
malice)의 본질적 성질[體]은 과범(過犯: 허물과 죄, 과실과 죄)에 대해 다른 이가 충고하고 가르쳐주면[諫誨] 바로 추언(麤言: 추악한 말, 사납고 흉한 말)을 하고 마음이 과격하여 참지 못하는 것[不忍]이다.
뇌(惱)의 본질적 작용[業]은 착한 벗[善友]을 장애하고, 탐 · 진 · 만 · 무명 · 살가야견 · 변집견 · 사견 · 견취 · 계금취 · 의 · 분 · 한 · 부의 본질적 작용들 중 보리(菩提)의 증득을 위한 자량(資糧: 자재와 식량, 즉 선근과 공덕)이 원만해지는 것을 장애하고, 자신과 남에게 손해를 입히고[損害自他], 악도(惡道)에 떨어지게[趣] 하는 것을 또한 하게 하고, 나아가 뇌(惱)를 증장시키는 것이다.

#### (32) 질(嫉)
질(嫉, 시기, 질투,
산스크리트어: īrṣyā,
irshya,
팔리어: issā,
영어: jealousy,
envy)의 본질적 성질[體]은 다른 이가 지닌 공덕(功德) · 명예(名譽) · 공경받음[恭敬] · 이양(利養)에 대해서 시기[妒: 猜忌]하여 좋아하지 않는 것[不悅]이다.
질(嫉)의 본질적 작용[業]은 자(慈) · 인(仁)을 장애하고, 탐 · 진 · 만 · 무명 · 살가야견 · 변집견 · 사견 · 견취 · 계금취 · 의 · 분 · 한 · 부 · 뇌의 본질적 작용들 중 보리(菩提)의 증득을 위한 자량(資糧: 자재와 식량, 즉 선근과 공덕)이 원만해지는 것을 장애하고, 자신과 남에게 손해를 입히고[損害自他], 악도(惡道)에 떨어지게[趣] 하는 것을 또한 하게 하고, 나아가 질(嫉)을 증장시키는 것이다.

#### (33) 간(慳)
간(慳, 아까워함, 인색, 희사하지 못함, 베풀지 못함,
산스크리트어: mātsarya,
팔리어: macchariya,
영어: stinginess,
avarice,
miserliness,
greed)의 본질적 성질[體]은 쌓아둠[積聚]과 아까워함[吝著: 아까워하면서 집착함]이다.
간(慳)의 본질적 작용[業]은 선심소에 속한 마음작용인 무탐(無貪)을 장애하고, 탐 · 진 · 만 · 무명 · 살가야견 · 변집견 · 사견 · 견취 · 계금취 · 의 · 분 · 한 · 부 · 뇌 · 질의 본질적 작용들 중 보리(菩提)의 증득을 위한 자량(資糧: 자재와 식량, 즉 선근과 공덕)이 원만해지는 것을 장애하고, 자신과 남에게 손해를 입히고[損害自他], 악도(惡道)에 떨어지게[趣] 하는 것을 또한 하게 하고, 나아가 간(慳)을 증장시키는 것이다.

#### (34) 광(誑)
광(誑, 속임, 미혹시킴,
산스크리트어: śāthya,
영어: hypocrisy,
dishonesty,
deception,
spirit of deception)의 본질적 성질[體]은 다른 이를 미혹[惑]시키고 혼란[亂]시키기 위해서 사실이 아닌 것[不實事]을 나타내는 심궤(心詭: 마음의 속임) 즉 속임이다.
광(誑)의 본질적 작용[業]은 애(愛: 사랑)와 경(敬: 공경)을 장애하고, 탐 · 진 · 만 · 무명 · 살가야견 · 변집견 · 사견 · 견취 · 계금취 · 의 · 분 · 한 · 부 · 뇌 · 질 · 간의 본질적 작용들 중 보리(菩提)의 증득을 위한 자량(資糧: 자재와 식량, 즉 선근과 공덕)이 원만해지는 것을 장애하고, 자신과 남에게 손해를 입히고[損害自他], 악도(惡道)에 떨어지게[趣] 하는 것을 또한 하게 하고, 나아가 광(誑)을 증장시키는 것이다.

#### (35) 첨(諂)
첨(諂, 마야, 가장하여 숨김, 심곡, 아첨,
산스크리트어: māyā,
영어: pretense,
deceit,
dissimilation)의 본질적 성질[體]은 다른 이를 속이기 위해서 거짓으로 공손[恭]과 순종함[順]을 보이는 심곡(心曲) 즉 마음의 왜곡 또는 마음의 굴곡이다.
첨(諂)의 본질적 작용[業]은 애(愛: 사랑)와 경(敬: 공경)을 장애하고, 탐 · 진 · 만 · 무명 · 살가야견 · 변집견 · 사견 · 견취 · 계금취 · 의 · 분 · 한 · 부 · 뇌 · 질 · 간 · 광의 본질적 작용들 중 보리(菩提)의 증득을 위한 자량(資糧: 자재와 식량, 즉 선근과 공덕)이 원만해지는 것을 장애하고, 자신과 남에게 손해를 입히고[損害自他], 악도(惡道)에 떨어지게[趣] 하는 것을 또한 하게 하고, 나아가 첨(諂)을 증장시키는 것이다.
《현양성교론》에 따르면, 분 · 한 · 부 · 뇌 · 질 · 간 · 광 · 첨에 대한 불교 경전의 언급으로는 다음이 있다.
 忿恨覆惱嫉慳誑諂。

 
분(忿: 분노) · 한(恨: 원한) · 부(覆: 숨김) · 뇌(惱: 괴롭힘, 열뇌) · 질(嫉: 시기, 질투) · 간(慳: 아까워함, 인색) · 광(誑: 속임) · 첨(諂: 아첨, 심곡)이다.
 — 《현양성교론》, 제1권. 한문본 & 한글본

#### (36) 교(憍)
교(憍, 교만, 오염된 기쁨,
산스크리트어: mada,
팔리어: mada,
영어: self-satisfaction,
self-infatuation,
mental inflation,
smugness,
conceit)의 본질적 성질[體]은 잠시 가지게 된 세간의 잘된 일[興盛等事]에 대해 고거심[心恃高舉, 高舉心: 잠시 가진 바를 믿어 자신을 높이고 뽐내는 마음]을 내어서 꺼리는 바가 없는 것[無所忌憚]이다.
교(憍)의 본질적 작용[業]은 염리(厭離: 싫어하여 떠남)를 장애하고, 탐 · 진 · 만 · 무명 · 살가야견 · 변집견 · 사견 · 견취 · 계금취 · 의 · 분 · 한 · 부 · 뇌 · 질 · 간 · 광 · 첨의 본질적 작용들 중 보리(菩提)의 증득을 위한 자량(資糧: 자재와 식량, 즉 선근과 공덕)이 원만해지는 것을 장애하고, 자신과 남에게 손해를 입히고[損害自他], 악도(惡道)에 떨어지게[趣] 하는 것을 또한 하게 하고, 나아가 교(憍)를 증장시키는 것이다.
《현양성교론》에 따르면, 교(憍: 교만)에 대한 불교 경전의 언급으로는 다음이 있다.
 無正聞愚夫見少年無病壽命等暫住而廣生憍逸。乃至廣說。

 
바르게 들은 것이 없는 어리석은 범부[愚夫]는 나이가 적은 것[少年]이나 병이 없거나 수명 등이 잠시 머무는 것을 보고는 널리 교만[憍]과 방일[逸]을 일으키며..... (나아가 자세히 말함).
 — 《현양성교론》, 제1권. 한문본 & 한글본

#### (37) 해(害)
해(害, 핍박, 해침, 손뇌,
산스크리트어: vihiṃsā,
영어: hostility,
cruelty,
intention to harm,
spirit of violence)의 본질적 성질[體]은 유정에게 핍뇌(逼惱)를 입히는 것 즉 유정을 핍박하고 괴롭히는 것과 무비(無悲: 슬퍼함이나 마음 아파함이 없음) · 무민(無愍: 근심함이나 가엾어함이 없음) · 무애(無哀: 슬퍼함이나 불쌍히 여김이 없음) · 무린(無憐: 불쌍히 여김이 없음) · 무측(無惻: 슬퍼함이나 가엾어함이 없음)이다.
해(害)의 본질적 작용[業]은 선심소에 속한 마음작용인 불해(不害)를 장애하고, 탐 · 진 · 만 · 무명 · 살가야견 · 변집견 · 사견 · 견취 · 계금취 · 의 · 분 · 한 · 부 · 뇌 · 질 · 간 · 광 · 첨 · 교의 본질적 작용들 중 보리(菩提)의 증득을 위한 자량(資糧: 자재와 식량, 즉 선근과 공덕)이 원만해지는 것을 장애하고, 자신과 남에게 손해를 입히고[損害自他], 악도(惡道)에 떨어지게[趣] 하는 것을 또한 하게 하고, 나아가 해(害)를 증장시키는 것이다.
《현양성교론》에 따르면, 해(害: 해침)에 대한 불교 경전의 언급으로는 다음이 있다.
 諸有害者必損惱他。

 
해(害: 해침)의 마음을 가진 모든 이들은 반드시 다른 이들에게 손뇌(損惱: 손상시킴과 괴롭힘)를 입힌다.
 — 《현양성교론》, 제1권. 한문본 & 한글본

#### (38) 무참(無慚)
무참(無慚, 스스로에게 부끄러워하지 않음, 공경하지 않음,
산스크리트어: āhrīkya,
ahrī,
팔리어: ahirika,
영어: lack of shame,
lack of consciousness,
consciencelessness,
shamelessness,
disrespect)의 본질적 성질[體]은 자증상(自增上)과 법증상(法增上)의 2가지 증상의 측면에서 과악(過惡: 과실과 죄악)을 부끄러워 하지 않는 것[不恥]이다.
무참(無慚)의 본질적 작용[業]은 선심소에 속한 마음작용인 참(慚)을 장애하고, 탐 · 진 · 만 · 무명 · 살가야견 · 변집견 · 사견 · 견취 · 계금취 · 의 · 분 · 한 · 부 · 뇌 · 질 · 간 · 광 · 첨 · 교 · 해의 본질적 작용들 중 보리(菩提)의 증득을 위한 자량(資糧: 자재와 식량, 즉 선근과 공덕)이 원만해지는 것을 장애하고, 자신과 남에게 손해를 입히고[損害自他], 악도(惡道)에 떨어지게[趣] 하는 것을 또한 하게 하고, 나아가 무참(無慚)을 증장시키는 것이다.
《현양성교론》에 따르면, 무참(無慚: 부끄러워하지 않음)에 대한 불교 경전의 언급으로는 다음이 있다.
 不慚所慚無慚生起惡不善法。乃至廣說。

 
부끄러워해야 할 것에 대해서 부끄러워하지[慚] 않는 무참(無慚)은 악 · 불선법을 일으키며..... (나아가 자세히 말함).
 — 《현양성교론》, 제1권. 한문본 & 한글본

#### (39) 무괴(無愧)
무괴(無愧, 남에게 부끄러워하지 않음, 뉘우치지 않음, 두려워하지 않음,
산스크리트어: anapatrāpya,
atrapā,
팔리어: anottappa,
영어: lack of propriety,
disregard,
shamelessness)의 본질적 성질[體]은 세증상(世增上)의 측면에서 과악(過惡: 과실과 죄악)을 부끄러워 하지 않는 것[不恥]이다.
무괴(無愧)의 본질적 작용[業]은 선심소에 속한 마음작용인 괴(愧)를 장애하고, 탐 · 진 · 만 · 무명 · 살가야견 · 변집견 · 사견 · 견취 · 계금취 · 의 · 분 · 한 · 부 · 뇌 · 질 · 간 · 광 · 첨 · 교 · 해 · 무참의 본질적 작용들 중 보리(菩提)의 증득을 위한 자량(資糧: 자재와 식량, 즉 선근과 공덕)이 원만해지는 것을 장애하고, 자신과 남에게 손해를 입히고[損害自他], 악도(惡道)에 떨어지게[趣] 하는 것을 또한 하게 하고, 나아가 무괴(無愧)를 증장시키는 것이다.
《현양성교론》에 따르면, 무괴(無愧: 뉘우치지 않음)에 대한 불교 경전의 언급으로는 다음이 있다.
 不愧所愧無愧生起惡不善法。乃至廣說。

 
뉘우쳐야 할 것에 대해서 뉘우치지[愧] 않는 무괴(無愧)는 악 · 불선법을 일으키며..... (나아가 자세히 말함).
 — 《현양성교론》, 제1권. 한문본 & 한글본

#### (40) 혼침(惛沈)
혼침(惛沈, 몽매함, 침울함, 어두움, 무거움,
감당할 능력이 없음, 민활하지 못함,
산스크리트어: styāna,
팔리어: thīna,
영어: lethargy,
gloominess,
foggymindedness,
torpor)의 본질적 성질[體]은 몸의 추중(麤重)에 의지하여 달게 집착하고[甘執] 나아가지 않음[不進]을 즐거움으로 삼는 심침몰(心沈沒) 즉 마음의 침몰이다.
혼침(惛沈)의 본질적 작용[業]은 비발사나(毘缽舍那, vipaśyanā: 위빠사나, 관 觀)를 장애하고, 탐 · 진 · 만 · 무명 · 살가야견 · 변집견 · 사견 · 견취 · 계금취 · 의 · 분 · 한 · 부 · 뇌 · 질 · 간 · 광 · 첨 · 교 · 해 · 무참 · 무괴의 본질적 작용들 중 보리(菩提)의 증득을 위한 자량(資糧: 자재와 식량, 즉 선근과 공덕)이 원만해지는 것을 장애하고, 자신과 남에게 손해를 입히고[損害自他], 악도(惡道)에 떨어지게[趣] 하는 것을 또한 하게 하고, 나아가 혼침(惛沈)을 증장시키는 것이다.
《현양성교론》에 따르면, 혼침(惛沈)에 대한 불교 경전의 언급으로는 다음이 있다.
 此人生起身意惛沈。

 
이런 사람은 몸[身]과 뜻[意: 마음]의 혼침(惛沈)을 일으킨다.
 — 《현양성교론》, 제1권. 한문본 & 한글본

#### (41) 도거(掉舉)
도거(掉擧, 고요하지 않음, 들뜸,
산스크리트어: auddhatya,
팔리어: uddhacca,
영어: excitement,
restlessness,
ebullience,
flightiness of mind, dissipation)의 본질적 성질[體]은 바르지 못한 심구(尋求)가 발동근거[依]가 되거나 혹은 이전에 경험했거나 보았던 즐거웠던 일[戲樂等事]에 대한 기억[追念]이 발동근거[依]가 되어서 일어나는 심부정식(心不靜息) 즉 마음이 고요하게 쉬지 못함이다.
도거(掉舉)의 본질적 작용[業]은 사마타(奢摩他, śamatha: 지 止)를 장애하고, 탐 · 진 · 만 · 무명 · 살가야견 · 변집견 · 사견 · 견취 · 계금취 · 의 · 분 · 한 · 부 · 뇌 · 질 · 간 · 광 · 첨 · 교 · 해 · 무참 · 무괴 · 혼침의 본질적 작용들 중 보리(菩提)의 증득을 위한 자량(資糧: 자재와 식량, 즉 선근과 공덕)이 원만해지는 것을 장애하고, 자신과 남에게 손해를 입히고[損害自他], 악도(惡道)에 떨어지게[趣] 하는 것을 또한 하게 하고, 나아가 도거(掉舉)를 증장시키는 것이다.
《현양성교론》에 따르면, 도거(掉舉)에 대한 불교 경전의 언급으로는 다음이 있다.
 汝為掉動亦復高舉。乃至廣說。

 
너는 도거[掉]하여 동요하고, 또한 다시 고거(高舉: 높이 들뜸)하며..... (나아가 자세히 말함).
 — 《현양성교론》, 제1권. 한문본 & 한글본

#### (42) 불신(不信)
불신(不信, 믿지 않음, 인가하지 않음, 청정하지 않음, 희망하지 않음,
산스크리트어: āśraddhya,
영어: lack of faith,
lack of trust,
disbelieving a fact, disbelief)의 본질적 성질[體]은 유체(有體: 실체가 있음) · 유덕(有德: 덕이 있음) · 유능(有能: 공능이 있음, 능력이 있음)에 대한 심부정신(心不淨信) 즉 심부정(心不淨)의 상태에서의 믿음[信]이다. 달리 말하면, 유체 · 유덕 · 유능을 마음이 청정하게 믿지 않는 것이다.
불신(不信)의 본질적 작용[業]은 선심소에 속한 마음작용인 신(信)을 장애하고, 탐 · 진 · 만 · 무명 · 살가야견 · 변집견 · 사견 · 견취 · 계금취 · 의 · 분 · 한 · 부 · 뇌 · 질 · 간 · 광 · 첨 · 교 · 해 · 무참 · 무괴 · 혼침 · 도거의 본질적 작용들 중 보리(菩提)의 증득을 위한 자량(資糧: 자재와 식량, 즉 선근과 공덕)이 원만해지는 것을 장애하고, 자신과 남에게 손해를 입히고[損害自他], 악도(惡道)에 떨어지게[趣] 하는 것을 또한 하게 하고, 나아가 불신(不信)을 증장시키는 것이다.
《현양성교론》에 따르면, 불신(不信)에 대한 불교 경전의 언급으로는 다음이 있다.
 若人不住不淨信心終無退失所有善法乃至廣說。

 
만일 누구라도 부정신(不淨信: 청정하지 못한 믿음, 심부정(心不淨)의 상태에서의 믿음)에 머물지 않으면 마음이 온갖 선법(善法)에서 끝까지 물러나거나 잃어버림이 없다..... (나아가 자세히 말함).
 — 《현양성교론》, 제1권. 한문본 & 한글본

#### (43) 해태(懈怠)
해태(懈怠, 게으름, 책려하지 않음, 노력하지 않음,
산스크리트어: kausīdya,
팔리어: kusīta,
영어: laziness,
slothfulness,
spiritual sloth, idleness)의 본질적 성질[體]은 수면(睡眠)과 편히 기대거나 눕는 즐거움을 탐착(耽著)하여 정진[升進: 수행에서 나아감]을 겁내고 스스로를 가볍게 여겨서 힘써 노력하지 않는 것[心不勉勵]이다.
해태(懈怠)의 본질적 작용[業]은 선심소에 속한 마음작용이자 8정도 가운데 하나인 정근(正勤) 즉 바른 정진을 장애하고, 탐 · 진 · 만 · 무명 · 살가야견 · 변집견 · 사견 · 견취 · 계금취 · 의 · 분 · 한 · 부 · 뇌 · 질 · 간 · 광 · 첨 · 교 · 해 · 무참 · 무괴 · 혼침 · 도거 · 불신의 본질적 작용들 중 보리(菩提)의 증득을 위한 자량(資糧: 자재와 식량, 즉 선근과 공덕)이 원만해지는 것을 장애하고, 자신과 남에게 손해를 입히고[損害自他], 악도(惡道)에 떨어지게[趣] 하는 것을 또한 하게 하고, 나아가 해태(懈怠)를 증장시키는 것이다.
《현양성교론》에 따르면, 해태(懈怠: 게으름)에 대한 불교 경전의 언급으로는 다음이 있다.
 若有懈怠必退正勤。乃至廣說。

 
만약 게으름이 있으면 반드시 바른 정진[正勤]에서 물러나며..... (나아가 자세히 말함).
 — 《현양성교론》, 제1권. 한문본 & 한글본

#### (44) 방일(放逸)
방일(放逸, 노는 것, 불성실, 포기,
선법을 닦지 않음, 마음을 방호하지 않음,
산스크리트어: pramāda,
영어: heedlessness,
carelessness,
unconcern,
non-diligence)의 본질적 성질[體]은 탐(貪) · 진(瞋) · 치(癡) · 해태(懈怠)를 모두 합한 것이다.
방일(放逸)의 본질적 작용[業]은 마음이 탐(貪) · 진(瞋) · 치(癡) · 해태(懈怠)에 의지함으로 인하여 악 · 불선법을 바르게 억제하지 못하고 그것을 대치(對治)하는 법을 닦아 익히지 못하여 선심소에 속한 마음작용인 불방일(不放逸)을 장애하고, 탐 · 진 · 만 · 무명 · 살가야견 · 변집견 · 사견 · 견취 · 계금취 · 의 · 분 · 한 · 부 · 뇌 · 질 · 간 · 광 · 첨 · 교 · 해 · 무참 · 무괴 · 혼침 · 도거 · 불신 · 해태의 본질적 작용들 중 보리(菩提)의 증득을 위한 자량(資糧: 자재와 식량, 즉 선근과 공덕)이 원만해지는 것을 장애하고, 자신과 남에게 손해를 입히고[損害自他], 악도(惡道)에 떨어지게[趣] 하는 것을 또한 하게 하고, 나아가 방일(放逸)을 증장시키는 것이다.
《현양성교론》에 따르면, 방일(放逸)에 대한 불교 경전의 언급으로는 다음이 있다.
 夫放逸者是生死跡。乃至廣說。

 
무릇 방일(放逸)은 생사(生死)로 곧장 들어가는 길[跡]이며..... (나아가 자세히 말함).
 — 《현양성교론》, 제1권. 한문본 & 한글본

#### (45) 실념(失念)
실념(忘念, 실념, 염오념, 그릇된 염, 오염된 염,
관을 놓침, 정념을 놓침, 4념처를 놓침,
산스크리트어: muṣitasmṛtitā,
영어: forgetfulness)의 본질적 성질[體]은 오랫동안 지은 바와 말한 바와 생각했던[思] 바의 법이나 의미에 대해서 번뇌에 의한 오염으로 인해 불기(不記: 기억하지 못하는 것, 즉 관찰을 잃어버림, 관 즉 비발사나를 놓침, 정념을 놓침, 4념처를 놓침)하는 것이다.
실념(失念)의 본질적 작용[業]은 8정도의 정념(正念) 또는 37도품의 4념처(四念處)에 해당하는 불망념(不忘念)을 장애하고, 탐 · 진 · 만 · 무명 · 살가야견 · 변집견 · 사견 · 견취 · 계금취 · 의 · 분 · 한 · 부 · 뇌 · 질 · 간 · 광 · 첨 · 교 · 해 · 무참 · 무괴 · 혼침 · 도거 · 불신 · 해태 · 방일의 본질적 작용들 중 보리(菩提)의 증득을 위한 자량(資糧: 자재와 식량, 즉 선근과 공덕)이 원만해지는 것을 장애하고, 자신과 남에게 손해를 입히고[損害自他], 악도(惡道)에 떨어지게[趣] 하는 것을 또한 하게 하고, 나아가 실념(失念)을 증장시키는 것이다.
《현양성교론》에 따르면, 실념(失念: 정념을 놓침)에 대한 불교 경전의 언급으로는 다음이 있다.
 謂失念者無所能為。乃至廣說。

 
실념(失念: 관을 놓침, 정념을 놓침, 4념처를 놓침)이란 능히 할 수 있는 것이 없음을 말하며..... (나아가 자세히 말함).
 — 《현양성교론》, 제1권. 한문본 & 한글본

#### (46) 심란(心亂)
산란(散亂, 마음의 분산, 마음의 흐트러짐,
염오등지, 염오삼마지, 그릇된 등지, 그릇된 삼마지, 오염된 등지, 오염된 삼마지,
산스크리트어: vikṣepa,
영어: distraction,
desultoriness)의 본질적 성질[體]은 선(善)을 닦음에 있어서 즐겁지 않았던 일[不喜樂]이 발동근거[依止]가 되어서 마음이 외연(外緣: 외의 사물)으로 치산(馳散: [외연을 향해] 치달리고 흩어짐)하는 것이다.
심란(心亂)의 본질적 작용[業]은, 8정도의 정정(正定)에 해당하는, 별경심소에 속한 마음작용인 등지(等持)를 장애하고, 탐 · 진 · 만 · 무명 · 살가야견 · 변집견 · 사견 · 견취 · 계금취 · 의 · 분 · 한 · 부 · 뇌 · 질 · 간 · 광 · 첨 · 교 · 해 · 무참 · 무괴 · 혼침 · 도거 · 불신 · 해태 · 방일 · 실념의 본질적 작용들 중 보리(菩提)의 증득을 위한 자량(資糧: 자재와 식량, 즉 선근과 공덕)이 원만해지는 것을 장애하고, 자신과 남에게 손해를 입히고[損害自他], 악도(惡道)에 떨어지게[趣] 하는 것을 또한 하게 하고, 나아가 심란(心亂)을 증장시키는 것이다.
《현양성교론》에 따르면, 심란(心亂: 마음의 산란)에 대한 불교 경전의 언급으로는 다음이 있다.
 若於五欲其心散亂流轉不息。乃至廣說。

 
만약 5욕(五欲)에 대해 그 마음이 산란(散亂)되면 유전(流轉)하여 쉬지 않으며..... (나아가 자세히 말함).
 — 《현양성교론》, 제1권. 한문본 & 한글본

#### (47) 부정지(不正知)
부정지(不正知, 염오혜, 악혜, 그릇된 이해, 그릇된 앎,
오염된 이해, 오염된 앎, 바르게 알지 못함, 바르지 않은 앎,
산스크리트어: asaṃprajanya,
영어: non-alertness,
inattentiveness)의 본질적 성질[體]은 신(身) · 어(語) · 의(意)의 3행(三行) 즉 3업(三業)에 대해 부정료(不正了: 바르게 알지 못함)의 상태에 있는 염오혜(染污慧)이다.
부정지(不正知)의 본질적 작용[業]은 8정도의 정사유(正思惟)에 해당하는 정지(正知: 바른 앎)를 장애하고, 탐 · 진 · 만 · 무명 · 살가야견 · 변집견 · 사견 · 견취 · 계금취 · 의 · 분 · 한 · 부 · 뇌 · 질 · 간 · 광 · 첨 · 교 · 해 · 무참 · 무괴 · 혼침 · 도거 · 불신 · 해태 · 방일 · 실념 · 심란의 본질적 작용들 중 보리(菩提)의 증득을 위한 자량(資糧: 자재와 식량, 즉 선근과 공덕)이 원만해지는 것을 장애하고, 자신과 남에게 손해를 입히고[損害自他], 악도(惡道)에 떨어지게[趣] 하는 것을 또한 하게 하고, 나아가 부정지(不正知)를 증장시키는 것이다.
《현양성교론》에 따르면, 부정지(不正知)에 대한 불교 경전의 언급으로는 다음이 있다.
 有失念者住不正知。乃至廣說。

 
실념(失念: 관을 놓침, 정념을 놓침, 4념처를 놓침)이 있는 이는 부정지(不正知)에 머물고..... (나아가 자세히 말함).
 — 《현양성교론》, 제1권. 한문본 & 한글본

### 부정심소(不定心所: 4가지)

#### (48) 오작(惡作)
오작(惡作, 후회, 추회
산스크리트어: kaukṛitya,
kaukritya,
팔리어: kukkucca,
영어: regret,
worry)의 본질적 성질[體]은 이미 지었거나 아직 짓지 못한 선 · 불선의 일[善不善事]에 대해 오염된 상태에서 또는 오염되지 않은 상태에서 창앙추변(悵怏追變: 한탄하거나 불만스럽게 생각하여 이전과는 마음을 달리하는 것, 즉 후회)하는 것이다.
오작(惡作)의 본질적 작용[業]은 사마타(奢摩他, śamatha: 지 止)를 장애하고, 탐 · 진 · 만 · 무명 · 살가야견 · 변집견 · 사견 · 견취 · 계금취 · 의 · 분 · 한 · 부 · 뇌 · 질 · 간 · 광 · 첨 · 교 · 해 · 무참 · 무괴 · 혼침 · 도거 · 불신 · 해태 · 방일 · 실념 · 심란 · 부정지의 본질적 작용들 중 보리(菩提)의 증득을 위한 자량(資糧: 자재와 식량, 즉 선근과 공덕)이 원만해지는 것을 장애하고, 자신과 남에게 손해를 입히고[損害自他], 악도(惡道)에 떨어지게[趣] 하는 것을 또한 하게 하고, 나아가 오작(惡作)을 증장시키는 것이다.
《현양성교론》에 따르면, 오작(惡作: 후회)에 대한 불교 경전의 언급으로는 다음이 있다. 오작(惡作)을 회(追) 또는 추회(追悔: 문자 그대로는 '따라 후회함', 일반 사전적 정의는 '지난 일을 뉘우침')라고도 한다.
 若懷追悔則不安隱。乃至廣說。

 
추회(追悔)를 품는다는 것은 곧 불안온(不安隱: 편안하지 못함)의 상태에 처한다는 것이며..... (나아가 자세히 말함).
 — 《현양성교론》, 제1권. 한문본 & 한글본

#### (49) 수면(睡眠)
수면(睡眠, 잠, 흐릿함, 약화됨, 자유로이 움직이지 못함,
산스크리트어: middha,
팔리어: middha,
영어: torpor,
sleep,
drowsiness,
apathy)의 본질적 성질[體]은 마음을 약섭(略攝)하여 즉 약(略: 간략화함, 생략함, 약탈함, 대략; 어원적으로는 '일시적으로 또는 강제로 빼앗김')의 상태로 포섭하여 즉 마음을 흐릿하고 약화(弱化)된 상태가 되게 하여 마음으로 하여금 부자재전(不自在轉)하게 하는 것 즉 마음이 자유롭게 움직이지 못하게 하는 것이다.
수면(睡眠)의 본질적 작용[業]은 비발사나(毘缽舍那 vipaśyanā: 위빠사나, 관 觀)를 장애하고, 탐 · 진 · 만 · 무명 · 살가야견 · 변집견 · 사견 · 견취 · 계금취 · 의 · 분 · 한 · 부 · 뇌 · 질 · 간 · 광 · 첨 · 교 · 해 · 무참 · 무괴 · 혼침 · 도거 · 불신 · 해태 · 방일 · 실념 · 심란 · 부정지 · 오작의 본질적 작용들 중 보리(菩提)의 증득을 위한 자량(資糧: 자재와 식량, 즉 선근과 공덕)이 원만해지는 것을 장애하고, 자신과 남에게 손해를 입히고[損害自他], 악도(惡道)에 떨어지게[趣] 하는 것을 또한 하게 하고, 나아가 수면(睡眠)을 증장시키는 것이다.
《현양성교론》에 따르면, 수면(睡眠, 잠, 흐릿함, 약화됨, 자유로이 움직이지 못함)에 대한 불교 경전의 언급으로는 다음이 있다.
 貪著睡眠味如大魚所吞。

 
수면(睡眠)의 맛에 탐착(貪著)하는 것은 마치 큰 물고기에게 삼켜진 바와 같다.
 — 《현양성교론》, 제1권. 한문본 & 한글본

#### (50) 심(尋)
심(尋, 대강의 상(相: 성질, 모습, 자성)을 분별함,
거친 성질, 거친 움직임,
산스크리트어: vitarka,
vitarkah,
팔리어: vitakka,
영어: conception,
selectiveness,
gross detection,
examination,
application of thought,
applied thinking,
initial application,
grossness of the mind)의 본질적 성질[體]은, 마음(여기서는 8식 가운데 제6의식을 말함)이 변행심소에 속한 마음작용인 사(思)와 특히 상응하여 법을 조작(造作: 만들고 지음)할 때나 혹은 별경심소에 속한 마음작용인 혜(慧)와 특히 상응하여 법을 추구(推求)할 때에서의 '마음(제6의식)이 외부 대상을 향해 산란되는 움직임을 행하는[散行外境] 때'에, 마음(제6의식)으로 하여금 추전(麤轉: 대강 움직임)하게 하는 것이다.
심(尋)의 본질적 작용[業]은 심내정(心內淨) 즉 마음의 내적인 청정을 장애하고, 탐 · 진 · 만 · 무명 · 살가야견 · 변집견 · 사견 · 견취 · 계금취 · 의 · 분 · 한 · 부 · 뇌 · 질 · 간 · 광 · 첨 · 교 · 해 · 무참 · 무괴 · 혼침 · 도거 · 불신 · 해태 · 방일 · 실념 · 심란 · 부정지 · 오작 · 수면의 본질적 작용들 중 보리(菩提)의 증득을 위한 자량(資糧: 자재와 식량, 즉 선근과 공덕)이 원만해지는 것을 장애하고, 자신과 남에게 손해를 입히고[損害自他], 악도(惡道)에 떨어지게[趣] 하는 것을 또한 하게 하고, 나아가 심(尋: 대상에 대하여 그 뜻과 이치를 대강 사유함)을 증장시키는 것이다.
《현양성교론》에 따르면, 심(尋: 대상에 대하여 그 뜻과 이치를 대강 사유함)과 사(伺: 대상에 대하여 그 뜻과 이치를 세밀하게 사유함)에 대한 불교 경전의 언급으로는 다음이 있다.
 由依尋伺故發起言說。非無尋伺。

 
심(尋)과 사(伺)에 의지함으로 인하여 언설(言說)을 일으킨다. 심(尋)과 사(伺)가 없지 않다.
 — 《현양성교론》, 제1권. 한문본 & 한글본

#### (51) 사(伺)
사(伺, 자세한 상(相: 성질, 모습, 자성)을 분별함,
세밀한 성질, 세밀한 움직임,
산스크리트어: vicara,
vitarkah,
팔리어: vicāra,
영어: discernment,
discursiveness,
analysis,
sustained application,
sustained thinking,
selectiveness,
subtle discernment,
subtlety of the mind)의 본질적 성질[體]은, 마음(여기서는 8식 가운데 제6의식을 말함)이 변행심소에 속한 마음작용인 사(思)와 특히 상응하여 법을 조작(造作: 만들고 지음)할 때나 혹은 별경심소에 속한 마음작용인 혜(慧)와 특히 상응하여 법을 추구(推求)할 때의 '마음(제6의식)이 외부 대상을 향해  산란이 약화된 움직임을 행하는[略行外境] 때'에, 마음(제6의식)으로 하여금 세전(細轉: 미세하게 움직임)하게 하는 것이다.
사(伺)의 본질적 작용[業]은 심(尋)의 경우에서처럼 심내정(心內淨) 즉 마음의 내적인 청정을 장애하고, 또한 탐 · 진 · 만 · 무명 · 살가야견 · 변집견 · 사견 · 견취 · 계금취 · 의 · 분 · 한 · 부 · 뇌 · 질 · 간 · 광 · 첨 · 교 · 해 · 무참 · 무괴 · 혼침 · 도거 · 불신 · 해태 · 방일 · 실념 · 심란 · 부정지 · 오작 · 수면 · 심의 본질적 작용들 중 보리(菩提)의 증득을 위한 자량(資糧: 자재와 식량, 즉 선근과 공덕)이 원만해지는 것을 장애하고, 자신과 남에게 손해를 입히고[損害自他], 악도(惡道)에 떨어지게[趣] 하는 것을 또한 하게 하고, 나아가 사(伺: 대상에 대하여 그 뜻과 이치를 세밀하게 사유함)를 증장시키는 것이다.
《현양성교론》에 따르면, 심(尋: 대상에 대하여 그 뜻과 이치를 대강 사유함)과 사(伺: 대상에 대하여 그 뜻과 이치를 세밀하게 사유함)에 대한 불교 경전의 언급으로는 다음이 있다.
 由依尋伺故發起言說。非無尋伺。

 
심(尋)과 사(伺)에 의지함으로 인하여 언설(言說)을 일으킨다. 심(尋)과 사(伺)가 없지 않다.
 — 《현양성교론》, 제1권. 한문본 & 한글본

## 같이 보기
- 현양성교론
- 마음작용
  - 부파불교의 설일체유부
    - 마음작용 (아비달마품류족론)
    - 마음작용 (아비달마구사론)
    - 마음작용 (아비달마순정리론)
    - 마음작용 (아비달마장현종론)

  - 대승불교의 유식유가행파
    - 마음작용 (유가사지론)
    - 마음작용 (현양성교론)
    - 마음작용 (대승아비달마집론·잡집론)
    - 마음작용 (대승오온론·광오온론)
    - 마음작용 (대승백법명문론·해)
    - 마음작용 (성유식론)
- 심불상응행법 (대승오온론·광오온론)

## 참고 문헌
- 이 문서에는 다음커뮤니케이션(현 카카오)에서 GFDL 또는 CC-SA 라이선스로 배포한 글로벌 세계대백과사전의 내용을 기초로 작성된 글이 포함되어 있습니다.
- 곽철환 (2003). 《시공 불교사전》. 시공사 / 네이버 지식백과. |title=에 외부 링크가 있음 (도움말)
- 무착 지음, 현장 한역 (K.571, T.1602). 《현양성교론》. 한글대장경 검색시스템 - 전자불전연구소 / 동국역경원. K.571(16-1), T.1602(31-480). |title=에 외부 링크가 있음 (도움말)
- 세우 지음, 현장 한역, 송성수 번역 (K.949, T.1542). 《아비달마품류족론》. 한글대장경 검색시스템 - 전자불전연구소 / 동국역경원. K.949(25-149), T.1542(26-692). |title=에 외부 링크가 있음 (도움말)
- 세친 지음, 현장 한역, 송성수 번역 (K.618, T.1612). 《대승오온론》. 한글대장경 검색시스템 - 전자불전연구소 / 동국역경원. K.618(17-637), T.1612(31-848). |title=에 외부 링크가 있음 (도움말)
- 안혜 지음, 지바하라 한역, 조환기 번역 (K.619, T.1613). 《대승광오온론》. 한글대장경 검색시스템 - 전자불전연구소 / 동국역경원. K.619(17-641), T.1613(31-850). |title=에 외부 링크가 있음 (도움말)
- 운허.  동국역경원 편집, 편집. 《불교 사전》. |title=에 외부 링크가 있음 (도움말)
- 황욱 (1999). 《무착[Asaṅga]의 유식학설 연구》. 동국대학원 불교학과 박사학위논문.
- (중국어) 무착 조, 현장 한역 (T.1602). 《현양성교론(顯揚聖教論)》. 대정신수대장경. T31, No. 1602, CBETA. |title=에 외부 링크가 있음 (도움말)
- (중국어) 星雲. 《佛光大辭典(불광대사전)》 3판. |title=에 외부 링크가 있음 (도움말)
- (중국어) 세우 조, 현장 한역 (T.1542). 《아비달마품류족론(阿毘達磨品類足論)》. 대정신수대장경. T26, No. 1542, CBETA. |title=에 외부 링크가 있음 (도움말)
- (중국어) 세친 조, 현장 한역 (T.1612). 《대승오온론(大乘五蘊論)》. 대정신수대장경. T31, No. 1612, CBETA. |title=에 외부 링크가 있음 (도움말)
- (중국어) 안혜 조, 지바하라 한역 (T.1613). 《대승광오온론(大乘廣五蘊論)》. 대정신수대장경. T31, No. 1613, CBETA. |title=에 외부 링크가 있음 (도움말)

## 주해
1. ↑  다음은 2013년 2월 20일 기준판의 영어 위키백과 에서의 무착에 대한 설명이다. 충분한 출처가 제공되어 있으므로 그대로 인용하였다.

Asaṅga was born as the son of a Kṣatriya father and Brahmin mother[2] in Puruṣapura (present day Peshawar in Pakistan), which at that time was part of the ancient kingdom of Gandhāra. Current scholarship places him in in the fourth century CE. He was perhaps originally a member of the Mahīśāsaka school or the Mūlasarvāstivāda school but later converted to Mahāyāna.[3] According to some scholars, Asaṅga's frameworks for abhidharma writings retained many underlying Mahīśāsaka traits.[4] André Bareau writes:[5]
[It is] sufficiently obvious that Asaṅga had been a Mahīśāsaka when he was a young monk, and that he incorporated a large part of the doctrinal opinions proper to this school within his own work after he became a great master of the Mahāyāna, when he made up what can be considered as a new and Mahāyānist 《Abhidharma-piṭaka》.

In the record of his journeys through the kingdoms of India, Xuanzang wrote that Asaṅga was initially a Mahīśāsaka monk, but soon turned toward the Mahāyāna teachings.[6] Asaṅga had a half-brother, Vasubandhu, who was a monk from the Sarvāstivāda school. Vasubandhu is said to have taken up Mahāyāna Buddhism after meeting with Asaṅga and one of Asaṅga's disciples.[7]